# Noblesse française
La noblesse française regroupe les familles françaises qui ont bénéficié depuis les premiers temps de la monarchie d'un statut particulier auquel étaient attachés « des privilèges, faits de devoirs et de droits, se transmettant par le seul fait de la naissance » jusqu'au 4 août 1789 (abolition des privilèges) et d'une distinction honorifique héréditaire (le fait d'être noble, membre de la noblesse, abolie le 23 juin 1790).
Après la Révolution française et le Premier Empire elle est rétablie en 1814 sous la Restauration mais n'est accordée qu'en tant que distinction honorifique. Les Chartes constitutionnelles de 1814 et de 1830 disposent que « le roi fait des nobles à volonté, mais il ne leur accorde que des rangs et des honneurs, sans aucune exemption des charges et devoirs de la société »,.
La noblesse n'a plus d'existence légale et juridique en France et n'est pas reconnue par la République française, mais les titres réguliers peuvent toujours être transmis (dans le respect des règles établies lors de leurs octrois) et reconnus à l'état-civil comme accessoire du nom de famille, après vérification par les services du garde des sceaux.
Pour certains auteurs, les familles issues de la noblesse représentent l'ensemble des familles ayant été anoblies, reconnues nobles ou encore titrées (avec ou sans anoblissement),, en France sous les régimes successifs jusqu'à l'instauration en 1870 de la Troisième République,. Pour d'autres, la noblesse n'a plus d'existence juridique et légale depuis 1848,. Enfin, d'autres écrivent qu'il faut distinguer les titres — ayant été donnés sans notion de noblesse sous l’Empire et parfois sans anoblissement joint ou préalable sous la Restauration — d'avec la noblesse, et que seule la Restauration a créé des nobles et ceci dans le cadre d'un ordre fictif.
Sous réserve des divergences d'opinions entre auteurs sur le XIXe siècle, nous pouvons classer la noblesse française subsistante selon trois origines : noblesse ancienne acquise avant 1789, noblesse d'Empire obtenue entre 1808 et 1814 puis sous les Cent-Jours, et noblesse récente obtenue depuis la Restauration,,.
Selon certains auteurs, même si elle forme le groupe le plus touché par la déconstruction des valeurs, la noblesse française, à l'époque contemporaine, s'efforce de conserver une identité spécifique avec des modes de pensée, de principes d’éducation et des goûts formant une « culture d’ordre ».

## La noblesse de la société médiévale à la Révolution française
La noblesse est une institution qui existait déjà chez les Gaulois, les Romains et les Francs ; elle n'a donc jamais cessé d'exister et a évolué durant les douze siècles de royauté franque puis française. Elle a connu un renouvellement du fait des guerres, des familles ont accédé à la noblesse par agrégation, d'autres ont été anoblies.

### Présentation historique

#### Les bases médiévales

##### Conservation de l'institution nobiliaire romaine par les Mérovingiens

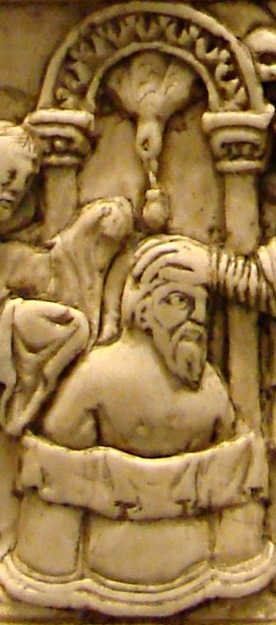
Le baptême du roi franc Clovis

Les rois Francs conservèrent dans leur royaume l'institution nobiliaire romaine, système de délégation de la publica potestas ; l'exercice de ce pouvoir public n'était pas héréditaire. Clovis a obligé les grands de l'aristocratie franque à entrer dans sa militia principis s’ils voulaient exercer la potestas publica et à se couler dans le modèle de l'institution nobiliaire romaine. Les grands francs rentrèrent dans la noblesse en assumant des fonctions publiques ou honores mais ceux-ci n'étaient pas héréditaires et la noblesse ne l'était donc pas non plus. Clovis a ainsi créé une nobilitas formée par la noblesse sénatoriale gallo-romaine et par les maiores natu des peuples barbares, qui purent entrer dans sa militia principis en jurant obéissance « à la romaine » (obsequium) au nouveau maître. Clovis est le continuateur de la Gaule romaine car il conservait le droit romain pour les Romains et pour l’Église catholique.
En recevant, grâce à la nomination impériale, la potestas principis, Clovis change la nature de la royauté franque ; parallèlement ses moyens changent également grâce à la récupération de moyens administratifs impériaux. Sa royauté est héréditaire et dispose de la potestas principalis d’origine romaine, qui seule permet de nommer à tous les honores comportant la potestas publica.

##### Apparition de l'hérédité sous les Carolingiens

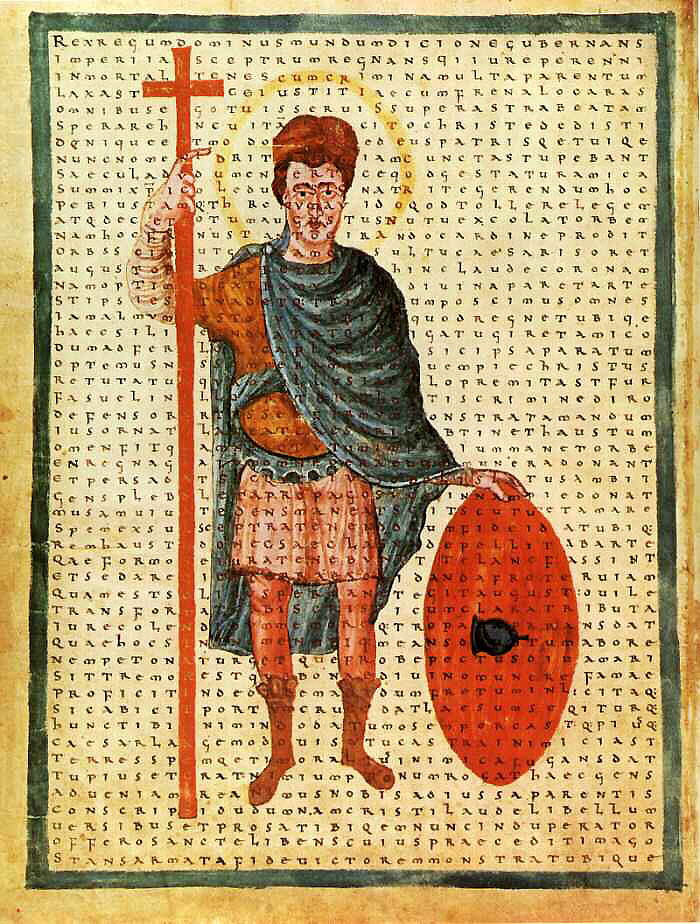
Le roi Louis le pieux

La noblesse héréditaire naît ultérieurement. Le IXe siècle apporta en effet au modèle de la distribution de la potestas publica par le souverain des changements qui sont à l’origine d’une augmentation du nombre des détenteurs de la principalis potestas. Louis le Pieux entreprit des réformes importantes dans l’Église et l’Empire, allant en effet dans le sens de davantage de partage de responsabilité ; cette nouvelle consigne sera prise à la lettre par le haut clergé et les grands qui prirent des initiatives allant dans le sens de leurs intérêts.
La noblesse demeure une classe d'agents investis de l’autorité publique ou publica potestas, bien que cette classe soit devenue héréditaire sous Louis le Pieux et ses fils,. Avec l'expansion franque, ce modèle se généralisa aux royaumes chrétiens proches du royaume des Francs.
La vassalité et l’hérédité au IXe siècle, puis l'appropriation au Xe siècle du « par la grâce de Dieu » vont créer une nouvelle couche de dynastes, les princes territoriaux, qui comme le roi, portent le titre de princeps et s'approprient la puissance publique. Le pouvoir public, le fisc, l’administration, la gestion des domaines forestiers, voirie, la sécurité, le réseau fluvial passèrent ainsi en quelques siècles du pouvoir impérial au pouvoir royal puis aux princes territoriaux.

##### Épanouissement puis réduction de la féodalité sous les Capétiens (XIe–XVesiècles)

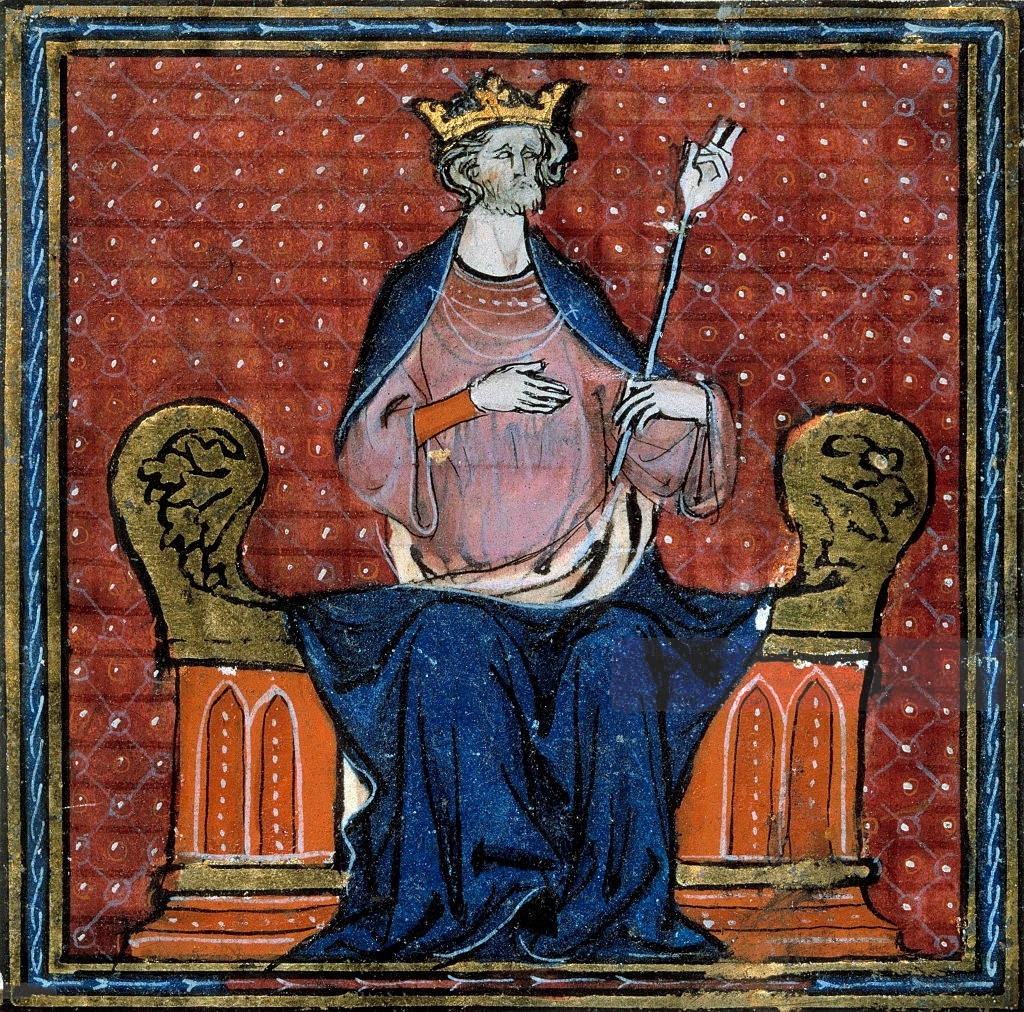
Le roi Hugues Capet

Aux alentours de l'an mille, du XIe au XIIIe siècle, de nombreux nobles s'engagent dans les Croisades.
Au XIVe siècle, la noblesse française est gravement entamée par d'importantes défaites militaires (Poitiers, Azincourt) durant la guerre de Cent Ans qui l'oppose à l'Angleterre, et les jacqueries — soulèvements populaires anti-féodaux — se multiplient. La guerre devient de plus en plus l'affaire de professionnels et de mercenaires. Alors que les nobles évitent de s'entretuer au combat pour tirer une rançon de leurs prisonniers, les mercenaires ne s'encombrent plus des valeurs « chevaleresques ».
L'appel au ban et à l'arrière-ban permet aux nobles de servir dans les guerres royales (cette convocation pour la guerre durera jusqu'au règne du roi Louis XIV).
À partir du XVe siècle, l'armée se professionnalise encore davantage avec la création des compagnies d'ordonnance. De nombreux petits nobles deviennent des gentilshommes campagnards dont le journal de Gilles de Gouberville donne une idée du mode de vie. À la fin de ce siècle, la noblesse française participe aux guerres d'Italie qui ne se termineront qu'au siècle suivant sous le règne du roi François Ier.

#### LeXVIesiècle

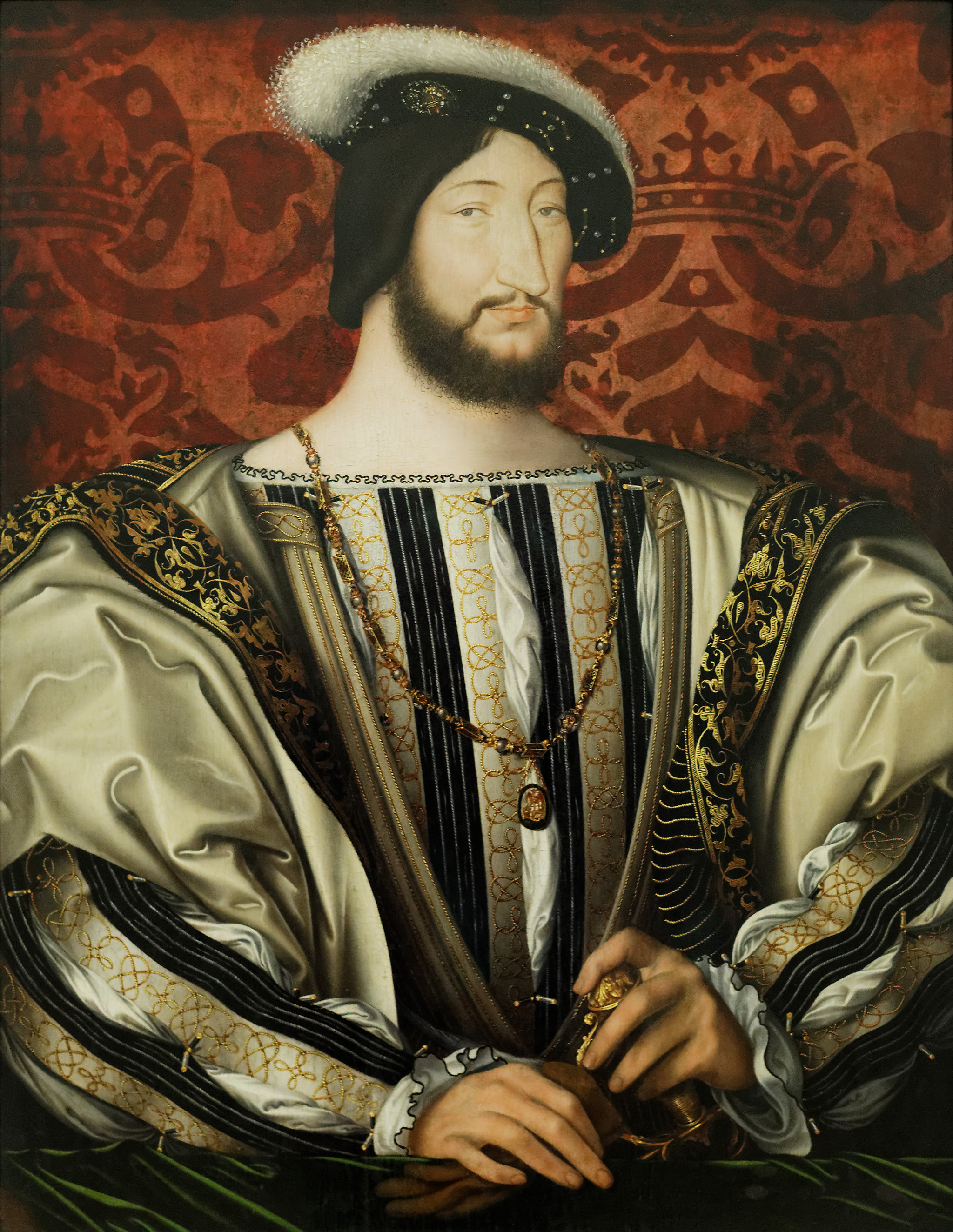
Le roi François Ier

Le XVIe siècle est marqué par les guerres d'Italie, la Renaissance française et dans la seconde partie du siècle par les guerres de Religion entre catholiques et protestants. Durant les guerres de Religion une partie de la noblesse défendra le culte protestant.
Comme dans les siècles précédents la noblesse se renouvelle avec l'arrivée au sein du second ordre de nouvelles familles issues de la bourgeoisie aisée.
Parallèlement, la noblesse entre toujours davantage dans les fonctions et charges au service de l'État.

#### LesXVIIeetXVIIIesiècles

##### Naissance de la noblesse de robe
Une nouvelle forme de noblesse se crée, officialisée en 1604 : la noblesse de robe.

##### Soumission de la noblesse à l'autorité royale
L'échec de la Fronde (1648-1653) marque la fin des révoltes nobiliaires et la soumission de la noblesse au pouvoir royal. Cependant, le roi se veut toujours le « premier gentilhomme de France »[réf. nécessaire] et le gardien des privilèges de ses sujets. La noblesse se caractérise par ses privilèges fiscaux (exemption de la taille), politiques (accès aux assemblées des États provinciaux), de carrière (dans l'armée notamment), honorifiques (entourer le roi à la Cour, préséance) et judiciaires (elle est jugée par un tribunal spécifique : le parlement).

##### Grande enquête sur la noblesse (1666-1727)
Louis XIV assisté de Colbert fit procéder aux premières « grandes recherches de noblesse ». Il ordonna que soit fait « Un catalogue contenant les noms, surnoms, armes et demeures des véritables gentilshommes pour être registrés dans les bailliages et y avoir recours à l'avenir » (arrêt du 22 mars 1666). Ce catalogue n'a jamais vu le jour, mais un immense travail fut accompli pendant plus de trois ans dans différentes régions qui passa au crible les titres de noblesse de ceux qui jouissaient des privilèges réservés aux nobles. Cette grande enquête sur la noblesse (1666-1727) permit à l'administration royale de lutter contre l'usurpation de noblesse et contre ses conséquences fiscales.

##### Règne de Louis XIV

Le roi Louis XIV.

Sous le règne du roi Louis XIV, la noblesse subit pleinement la volonté royale. Celle qui a suffisamment de finances peut occuper un rang à Versailles. Le roi fidélise une partie de la noblesse avec des honneurs. Il accorde également une importance accrue au mérite et donne des postes importants à des bourgeois méritants au sein de l'administration d'État. La noblesse sert dans les guerres du roi et la convocation au ban subsiste jusqu'à la fin du règne.
Par la volonté délibérée de Louis XIV, il est assuré, depuis 1661, qu'un ministre compte bien plus qu'un duc. Au niveau des ducs, comme à celui de la noblesse titrée régulièrement ou non (marquis, comte, vicomte, baron), le rang n'est plus seul à jouer. Il faut aussi tenir compte du mérite. Telle est la volonté de ce roi inventeur de la méritocratie tempérée. Même Saint-Simon, en dépit de tous ses préjugés de naissance, accepte à l'occasion le paramètre du mérite. Il pense que le mérite d'un Vauban justifie presque toutes les récompenses qu'il reçoit du roi, y compris la dignité de maréchal.
Dans les faits, la naissance aide considérablement les carrières, mais elle ne suffit pas. Des 15 maréchaux de France de 1715, 7 appartiennent à des familles ducales, 8 sont de naissance moins brillante. Si l'on préfère : sur 40 familles ducales, il n'en est pas une sur cinq qui soit au tableau d'honneur du maréchalat. Sur ce point, comme sur tant d'autres, le mérite corrige, par la volonté du roi, les inégalités de la naissance.
La politique nobiliaire de Louis XIV tend à régler la relation élite et noblesse, en privilégiant davantage les services, un peu moins la naissance. Elle veut que la noblesse prenne sa place dans la nation sans exagération de privilèges, et dans l'État sans monopole. il faut que l'élite puisse accéder à la noblesse, par anoblissements individuels ou par fonctions. Il faut que ce mécanisme de renouvellement soit rodé et réglementé.
Louis XIV s'est constitué, à Paris, puis à Saint-Germain, et enfin à Versailles (1682-1715), la Cour la plus brillante du monde, enviée, imitée dans toute l'Europe. L'état envié de courtisan n'exclut pas d'incessantes servitudes. À Versailles, on n'est jamais assuré d'être vu, tandis que l'on risque d'être malencontreusement repéré comme absent. Il est difficile de parler au roi. On n'aborde pas Sa Majesté ; jamais on ne lui parle le premier. Si l'on a une grâce à demander, il faut déposer un placet, ou demander une audience. […] Les divertissements offerts ne le sont pas à tous. […] La vie matérielle est rudimentaire. […] Mais la servitude principale de la Cour, pour qui en joue le jeu, est la commensalité. […] L'homme de Cour cher au cœur du roi n'est pas nécessairement de très grande naissance, mais il doit être d'un mérite supérieur à la moyenne. Son art est de se faire voir à intervalles réguliers, mais aussi de servir avec zèle. À compter d'un certain rang et d'un certain crédit, le service est double ou triple : un commandement militaire s'ajoute à l'exercice d'une charge commensale, parfois encore à un gouvernement de province ou de place.

##### Premier impôt de capitation en 1695
Au-delà de la singularité de la noblesse, François Bluche et Jean-François Solnon déduisent de la structure de la capitation de 1695 que la société française du temps du roi Louis XIV pourrait s'apparenter à une société de classes plutôt que d'ordres. Leur principal argument est que cet impôt mêle au sein de ses 22 classes la noblesse et la roture. Les fermiers généraux qui ne sont pas toujours nobles, et quand ils le sont souvent de noblesse récente, sont en classe 1 avec le Dauphin et les autres membres de la famille royale mais aussi les ministres (dans la même classe sont aussi les trésoriers de l'extraordinaire de la guerre par exemple). Les princes étrangers et les ducs sont en classe 2 (dans la même classe sont aussi les trésoriers des revenus casuels par exemple). Les marquis, comtes, vicomtes et barons sont en classe 7 (dans la même classe sont aussi les caissiers des aides et des gabelles par exemple). Les gentilshommes seigneurs de paroisse sont en classe 10 (dans la même classe sont aussi les banquiers et agents de change par exemple). Les gentilshommes possédant fiefs et châteaux sont en classe 15 (dans la même classe sont aussi les maîtres particuliers des eaux et forêts par exemple). Les gentilshommes ne possédant ni fief ni château sont en classe 19 (dans la même classe sont aussi les cuisiniers et sommeliers par exemple). Roland Mousnier, quant à lui, avance qu'à partir de la capitation de 1695 l'administration royale a assimilé la noblesse à ceux qui pouvaient payer l'impôt noble.

##### Cour à Versailles

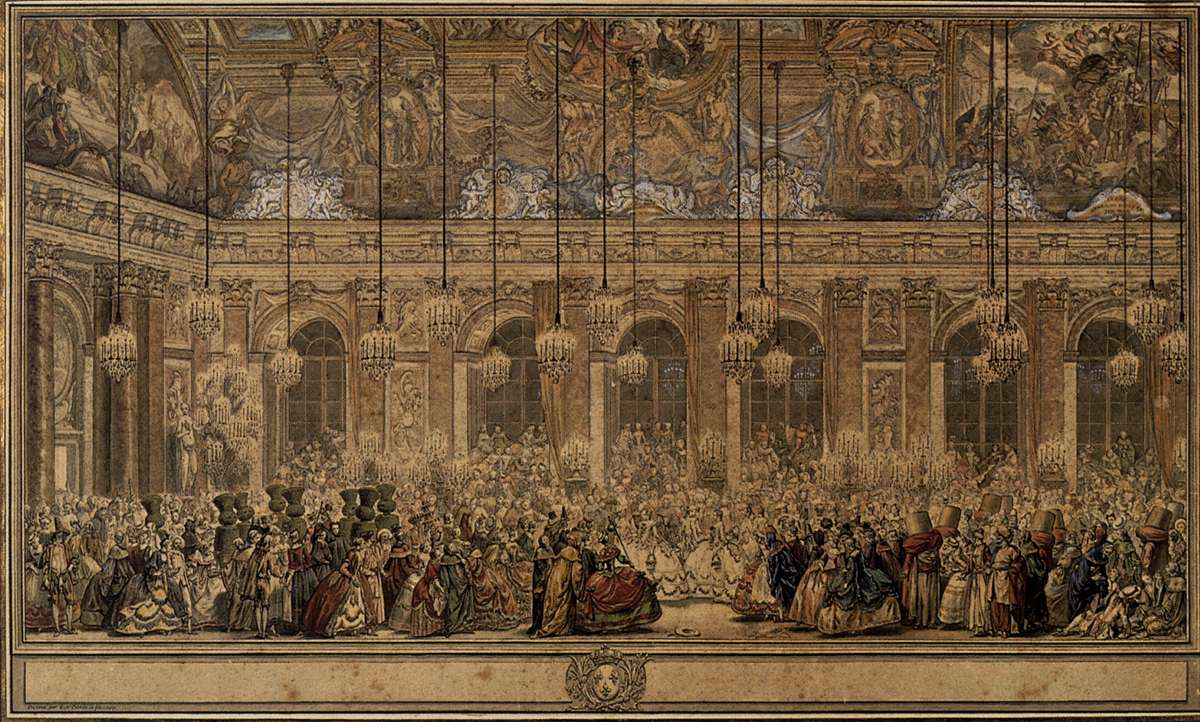
Fête à Versailles ("bal des ifs" - 1745, là où se retrouvèrent Louis XV et Madame de Pompadour).

François Bluche écrit qu'à la Cour, à Versailles, « il existait une triple hiérarchie, celle du rang, celle de l'étiquette, celle du crédit ». Trois catégories de personnes ont un rang à la Cour : les grands officiers de la Couronne, les maréchaux de France, les chevaliers du Saint-Esprit. « C'est à la Cour de Versailles que se maintient et se perfectionne la politesse parisienne et française. Là se codifient les bienséances, les convenances » ajoute t-il.

##### Honneurs de la Cour
Le protocole des Honneurs de la Cour a été institué en 1715.
L'admission aux Honneurs de la Cour prévoit dans ses statuts une noblesse remontant au moins à l'année 1400. Le comte de Puisaye écrit à cet effet au roi : « L'honneur d'être présenté à votre Majesté et de monter dans ses carrosses est une faveur particulière qu'elle accorde ou refuse à son gré ». Pourtant les ministres, officiers de la couronne, maréchaux et leurs descendants étaient admis sans preuves, ainsi que les protégés du roi

#### En 1789

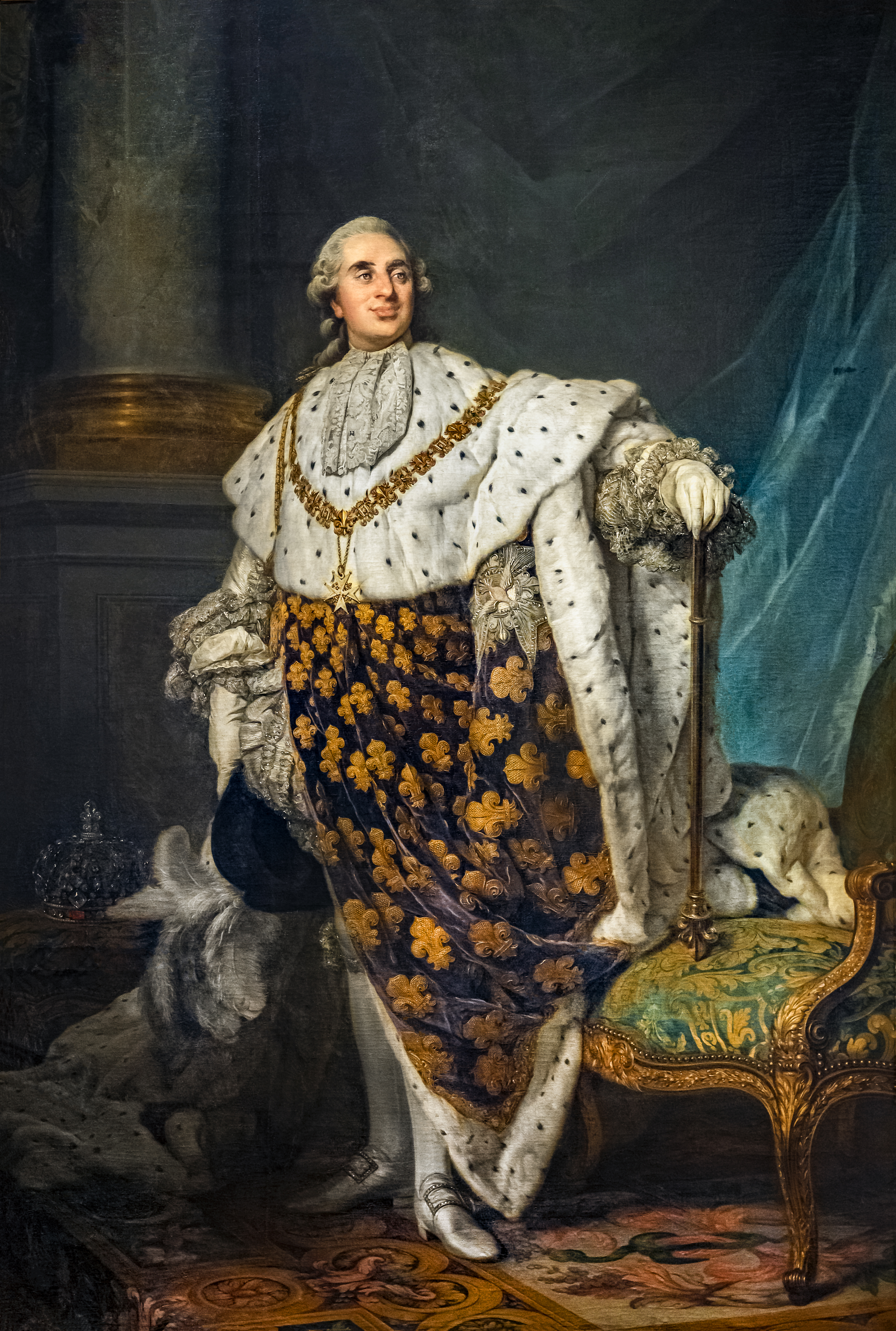
Le roi Louis XVI, dernier roi à Versailles

Pour François Bluche, en 1789 il y avait environ 9 000 familles nobles pour peut-être 140 000 nobles, pour Régis Valette, 12 000 familles, pour Guy Chaussinand-Nogaret, environ 110 à 120 000 nobles.
La participation aux assemblées de la noblesse tenues en 1789 est également une source pour une évaluation du nombre de nobles à la fin de l'Ancien Régime, mais il est désormais établi que les assemblées de la noblesse de 1789 ne regroupèrent pas que des nobles. Régis Valette rapporte que les non-nobles auraient représenté de 10 à 20 % de ces assemblées.
Pour évaluer ces chiffres à partir des Assemblées de la noblesse il faut distinguer la convocation de la participation effective aux Assemblées de la noblesse, car les roturiers possédant fief furent aussi convoquée au titre de leur fief. La convocation aux États d'un non-noble en raison de sa possession d'un fief ne lui créait aucun titre pour être admis. "Il lui appartenait de prouver aux commissaires chargés de la vérification des pouvoirs qu’il avait la noblesse acquise et transmissible" pour y siéger. "L’assignation qui visait la possession de fiefs nobles n'était en la circonstance d’aucune valeur. C’était pour le pouvoir royal un moyen de marquer son respect de toutes les formes de la propriété telle qu’on l’entendait alors."
"L’assignation, la comparution, le vote, l’élection étaient choses distinctes".
L'historien Guy Chaussinand-Nogaret évalue à la fin de l'Ancien Régime qu'au minimum un quart de la population noble a un principe de noblesse ne remontant pas avant 1700. Il ajoute : « en 1789 le nombre de familles qui ont accédé à la noblesse dans les deux derniers siècles de l'Ancien Régime doit représenter au moins les deux tiers du total. »

##### Révolution française
Au long du XVIIIe siècle, l'esprit des Lumières influença une partie de la noblesse française comme il est possible de le lire dans un article intitulé L'aristocrate, l'antinobilisme et la Révolution. Honni soit qui noble fut, d'Anne de Mathan qui s'exprime ainsi sur l'apport de la noblesse française aux idées révolutionnaires : « L'antinobilisme nobiliaire n'est pas un objet historique nouveau. Guy Chaussinand-Nogaret en a forgé le concept et exploré quelques aspects, au travers des écrits du marquis d'Argenson et du comte d'Entraigues. La biographie de Mirabeau lui a fourni un cadre plus large pour l'examen de cette question, […]. Le second ordre participa volontiers à la réflexion sur l'organisation politique des États et les rapports sociaux entre les hommes, caractérisant la vie intellectuelle en France à la fin du XVIIIe siècle. Les Lumières, en reconnaissant le mérite personnel comme seul critère de distinction sociale, semèrent les germes de l'individualisme au sein de la noblesse, groupe social pour qui l'individu n'était rien et n'existait qu'au sein d'un lignage dont l'hérédité garantissait la pureté du sang. […] Les nobles ne se sont guère montrés plus circonspects dans la perception de la portée du combat contre toutes les formes d'oppression, dont les Lumières firent leur cheval de bataille et que nombre d'entre eux enfourchèrent, apportant ainsi leur contribution à la destruction du régime et de la société qu'il avait engendrée. La noblesse parlementaire voulut limiter le pouvoir royal au profit des "corps intermédiaires" qu'étaient les cours souveraines. La convocation des États Généraux acquise, la génération suivante se montra plus avancée dans la question de la représentation du Tiers État. […]. […] ainsi que le rappela Chateaubriand quelques années plus tard, « les plus grands coups portés à l'antique constitution le furent par des gentilshommes. Les patriciens commencèrent la Révolution, les plébéiens l'achevèrent ». »

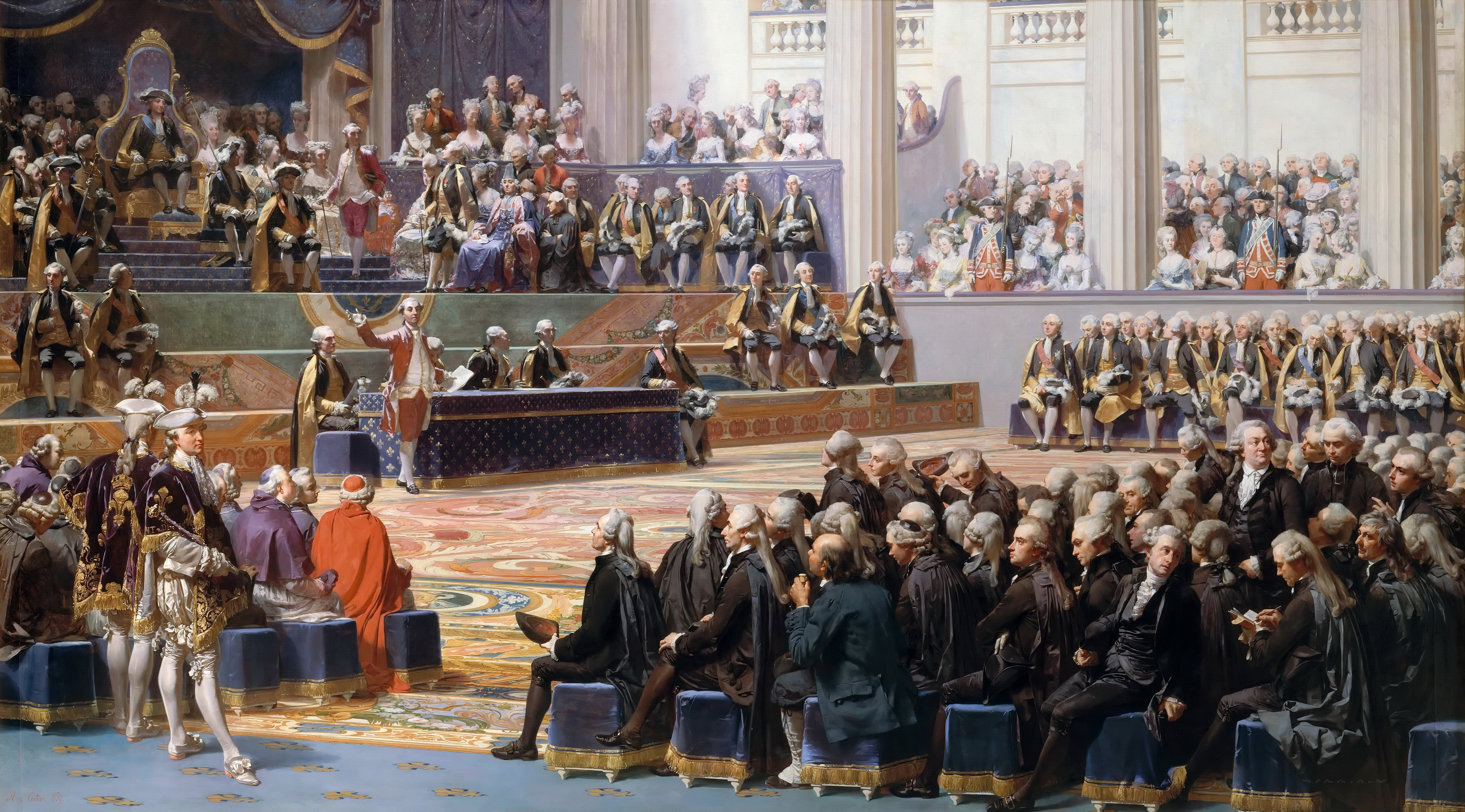
Les États généraux à Versailles en 1789

Au mois de mai 1789 la noblesse participa aux États généraux du royaume de France et rédigea des cahiers de doléances pour exprimer les revendications de son Ordre.
Le 4 août 1789 tous les privilèges furent supprimés, entre autres ceux de la noblesse. Le 19-23 juin 1790, en pleins débats sur la future constitution civile du clergé, l'Assemblée nationale décréta que la noblesse héréditaire est pour toujours abolie (décret portant abolition de la noblesse, de la livrée et les qualifications honorifiques). La suppression des qualifications nobiliaires (Monseigneur, Éminence, Grandeur, Excellence), des armoiries et des livrées subissent le même sort. Les débats de l'Assemblée en 1791 aboutirent à la suppression de « tout ordre de chevalerie ou autre, toute corporation, toute décoration, tout signe extérieur qui suppose des distinctions de naissance ».
Durant la Révolution française, une partie de la noblesse prit alors le chemin de l'émigration et constitua une large part de l'armée des émigrés pendant que d'autres tentèrent de résister aux révolutionnaires aux côtés de mouvements de chouannerie sur le sol français. Par ailleurs, un certain nombre de nobles périrent sur l'échafaud.
La Déclaration des droits de l'homme et du citoyen de 1789, qui a valeur constitutionnelle en France, précise : « Les hommes naissent et demeurent libres et égaux en droits. Les distinctions sociales ne peuvent être fondées que sur l'utilité commune » (article 1er). La Déclaration universelle des droits de l'homme adoptée par les Nations unies en 1948, reprend ce texte : « Tous les êtres humains naissent égaux en dignité et en droits ».

### Aspects institutionnels

#### Les trois ordres

Enluminure médiévale représentant l'organisation sociale en trois ordres : le clerc, le chevalier et le travailleur

Dans la France d'Ancien Régime, héritière des sociétés indo-européennes, les activités sont séparées par nature en trois fonctions hiérarchisées, appelées ordres :
- le domaine spirituel, comprenant le culte, l'assistance publique (Œuvres de miséricorde), l'instruction publique, la culture, l'administration publique, qui sont assurés par des clercs réguliers ou séculiers, d'où le nom d'ordre du clergé, ou ordre des clercs. Georges Duby[réf. nécessaire] les définit comme les oratores : « ceux qui prient », par opposition aux deux autres ordres. Leurs revenus sont essentiellement constitués des dîmes, de donations, et des revenus des fondations pieuses ou charitables ;
- le domaine noble, consistant à faire régner la justice et la paix, à exercer les fonctions d'autorité publique, de guerre, etc. Toujours pour Georges Duby, ils sont les bellatores : « ceux qui combattent ». Leurs activités et leur conduite doivent être loyales et désintéressées, c'est-à-dire nobles, d'où leur nom d'ordre de la noblesse. Ils doivent les services nobles à leur seigneur direct, plus généralement au roi. L'assimilation de la noblesse à la seule fonction guerrière doit être relativisée.

Dans le cadre de la noblesse romaine, la remise du ceinturon qui faisait entrer dans la nobilitas, ne faisait du récipiendaire un guerrier, mais lui conférait le rang de membre de la militia. Chacun d’eux appartenait à la nobilitas car il en portait l’emblème, le ceinturon de la militia principis. La noblesse ne peut donc être résumée la partie combattante de la société médiévale car elle prolonge la militia principis qui était civile autant que militaire, ;
- le domaine qu'on appelle aujourd'hui économique ou productif, comprenant les activités intéressées : l'agriculture, l'artisanat, le commerce, la marine, l'industrie, etc. Cet ordre est appelé diversement selon les contextes et les époques: Tiers-État dans les séances des États Généraux, roture dans le droit nobiliaire, plus généralement les gens ou les peuples. Georges Duby les définit, par opposition aux deux autres conditions, comme les laboratores, qu'il traduit par « ceux qui travaillent ». Cet ordre comprend aussi des conditions très variées, allant des serfs (jusqu'au Xe siècle) jusqu'aux riches et puissants bourgeois, en passant par les colons ou paysans propriétaires, les marchands, les artisans, les petits officiers ou praticiens, etc. Ils paient des redevances qui ont commencé dans les campagnes par être stipulées en nature, en particulier les cens, les dîmes, les banalités, et les corvées, puis en argent dans les villes.

Chacun de ces ordres est composé de sous-ordres, ou corps, qui sont eux-mêmes souvent hiérarchisés. Ainsi, le clergé se divise en séculier et régulier, avec de nombreux ordres religieux ayant une mission particulière, tandis que les activités économiques se déclinent en une multitude de communautés de métiers. De son côté, la noblesse est constituée des différentes noblesses provinciales mouvantes d'un même grand feudataire, d'ordres de chevalerie, de régiments.
Ces ordres sont séparés, de sorte que ce qui caractérise la condition noble est d'abord principalement l'interdiction d'exercer une activité utile ou profitable, qu'il s'agisse de l'exploitation à son propre compte des terres de son domaine qu'il est dans l'obligation de concéder, de commerce, de banque ou même d'offices de judicature à gages tels que notaires, procureurs, huissiers. L'emploi noble n'est pas lucratif mais onéreux, il ne réalise ni des produits, ni des gains ; il sert son seigneur ou le roi, autrement dit l'intérêt public, la paix, la justice et le bon gouvernement. Pour financer ces services, le noble a des revenus nobles, c'est-à-dire des droits seigneuriaux comme les cens, des revenus d'offices supérieurs ou des pensions royales.
On peut distinguer parmi ces seigneurs différentes nuances sociologiques :
- le « haut et puissant seigneur » est l'héritier du miles des archives latines ;
- le « seigneur de… », écuyer ou chevalier ne trouve pas d'équivalent clair dans les archives latines. Il est clairement un cadre de la féodalité, jouissant du privilège des armes, combattant à Poitiers (1356) ou à Orléans (1429).

Si l'on ne peut distinguer une noblesse structurée par une sociologie précise, le droit médiéval fournit toutefois certains éclairages.

#### Ambiguïté de certaines délimitations et transmissions de la noblesse
Les villes du nord de la France comptent de nombreuses familles jouissant aussi bien des privilèges bourgeois et de fonctions municipales que d'un statut aristocratique et féodal. La bourgeoisie n'est pas toujours un statut dérogeant à la noblesse. Un noble peut avoir également un statut bourgeois de telle ou telle ville. Par ailleurs, on trouve, dans de nombreuses régions de France, des familles de paysans qui, par l'accès à la propriété foncière, accèdent au bout d'une ou deux générations à l'aristocratie féodale et donc au service armé.
Philippe Contamine, qui considère qu'aux XIVe et XVe siècles est noble toute personne portant le titre de chevalier ou d'écuyer, a basé ses travaux sur des archives essentiellement militaires. Or, chevalier ou écuyer sont les titres de l'armée féodale. Ces écuyers et ces chevaliers sont des membres de l'aristocratie féodale. L'aristocratie féodale est-elle noble ? Les sources des chartriers seigneuriaux montrent que cela n'est pas toujours vrai pour cette période. C'est pourquoi, à l'exception de certaines très grandes familles[pas clair], l'usage du terme noble est très délicat pour la période médiévale et il vaut mieux lui préférer celui d'aristocratie, en précisant ecclésiastique, féodale, militaire, etc.
Un autre cas ne laisse pas d'ambiguïté sur le caractère nobiliaire d'une personne : ce sont les cas d'anoblissement par lettres patentes. En récompense de services rendus, certains membres de l'entourage du roi se voient anoblis, et ce avant même que la couronne ait clairement défini les privilèges de la noblesse. La plupart sont originaires de familles bourgeoises et, ayant pu étudier le droit, sont entrés au service du roi à des charges plus ou moins importantes. Leur noblesse ne se transmet pas toujours, car les générations suivantes doivent pouvoir vivre noblement, c'est-à-dire disposer de fiefs, et participer à l'armée féodale ou au service du roi. Ainsi, de la même façon que l'on pouvait devenir noble en vivant noblement, on pouvait perdre sa noblesse en cessant de vivre noblement. Le statut nobiliaire ou aristocratique est donc moins un statut juridique qu'un statut social relativement mouvant.

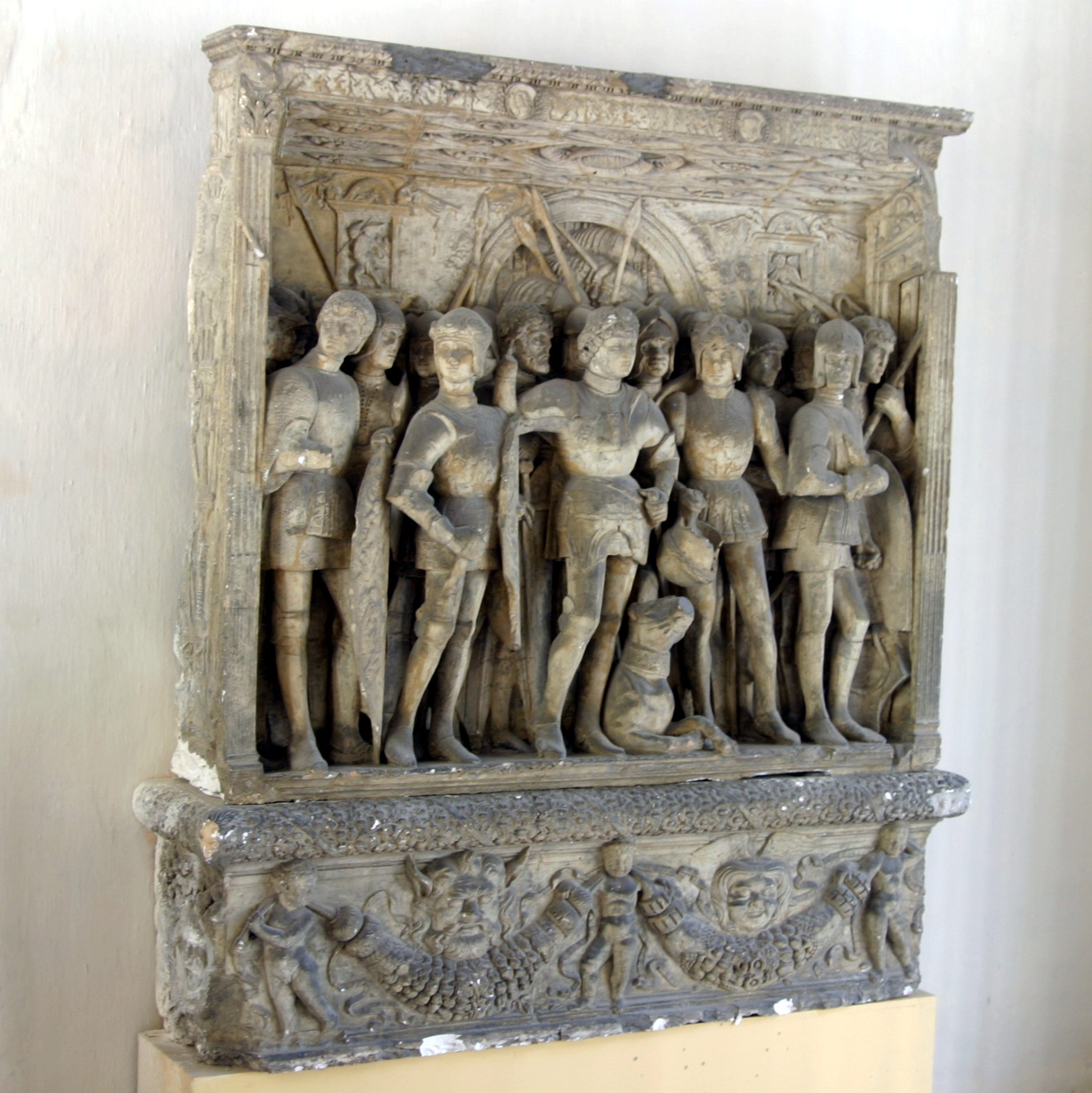
Cette frise montrant des nobles en armes est semblable aux décorations de la civilisation romaine : l'aristocratie de privilèges perdure dans l'Occident chrétien, tout en faisant évoluer ses caractéristiques liées à la pratique guerrière et la vie de châtelain à une vie de courtisanerie éloignée des terres de propriété, de plus en plus centrée sur le monarque.

#### Une société des honneurs
La société noble fonctionne selon une hiérarchie des honneurs, le roi est l'origine, la source de tout honneur en son royaume. Cette hiérarchie subit de nombreuses évolutions au long des siècles, en fonction des changements que connaissent les ordres, corps et institutions du royaume. Avant l'installation du roi à Versailles par exemple, les Honneurs de la Cour, les pages de la grande et de la petite écurie du roi, n'existent pas en tant que tels au Louvre où préexistent toutefois les Honneurs du Louvre et le corps des pages du roi. Mais il est possible de se faire une idée précise de la hiérarchie des honneurs qui prévaut au XVIIIe siècle, en se référant aux ouvrages de l'époque. L'importance de cette hiérarchie est telle pour les familles de la noblesse, très mobilisées par ce qui relève pour elles d'une forme de quête, qu'une encyclopédie dont une partie vise à permettre aux familles de la noblesse de province de mieux maîtriser les procédures qu'il convient de mettre en œuvre pour prétendre aux principaux honneurs du royaume, était même parue sous le règne du roi Louis XVI. À la lecture de cet ouvrage bien documenté qui fait autorité à l'époque, on peut avoir une idée précise de la hiérarchie des honneurs qui prévaut alors et constater que les ordres du roi, le « grand cordon bleu » tant désiré au temps de Versailles, est le premier des honneurs qui surpasse tous les autres par son prestige. Viennent ensuite les Honneurs de la Cour, eux-mêmes très liés à l'ordre de Saint-Lazare et aux grades des officiers supérieurs de la maison militaire du roi et de la gendarmerie, à tel point que les Honneurs de la Cour sont devenus le plus sûr moyen d'espérer accéder aux deux autres. L'honneur qui vient juste après est la réception comme page du roi en sa grande écurie, suivie de celle en la petite écurie, puis en la chambre du roi. L'encyclopédie poursuit l'énumération de bien d'autres honneurs par ordre décroissant d'importance. Il existe ainsi de facto une hiérarchie des honneurs qui à la manière du droit coutumier n'a pas nécessairement fait l'objet d'une codification par des textes spécifiques. Mais cette hiérarchie est alors une réalité bien connue, reçue de tous et parfaitement maîtrisée de nombre de familles de la noblesse, ce qui rendait sa codification inutile.
Il y avait également une hiérarchie des chapitres nobles.

#### Une société de l'honneur
Tout lignage a son honneur. Cet honneur peut s'accroître (par des mariages, par des services, etc.), décroître ou se perdre (par des condamnations infamantes, par la dérogeance, etc.). Servir le roi, particulièrement en ses armées, est un honneur pour le gentilhomme. Le noble accorde une grande importance à l'honneur de son nom et à celui de ses armes. Parmi les mœurs de la noblesse, le duel est lié à la notion d'honneur du lignage. Le noble défend cet honneur par le combat singulier et par le duel.

#### Les voies d'accès à la noblesse
Depuis l'Antiquité et le haut Moyen Âge, la noblesse s'acquiert par :
- L'hérédité : c'est pour un individu ou une famille, être issu légitimement d'un lignage noble, en ligne masculine. Cela exclut l'enfant naturel ou bâtard, y compris lorsqu'il est reconnu, étant roturier, pour devenir noble il doit être soit légitimé, soit être anobli par des lettres patentes du roi.
- Des récompenses militaires
- Des récompenses civiles (par exemple, la concession par le suzerain d'un fief de dignité anoblit implicitement[44]. Mais pas le cas d'acquisition d'un fief par un roturier à son possesseur : dans ce cas, la terre cesse d'être un fief et de devoir rendre hommage ; les devoirs ou services nobles disparaissent pour être remplacés par le paiement des droits de franc-fief et d'une taxe pour le service armé).
- Par agrégation à la noblesse
- La chevalerie[Note 4] : Avec l'Église, la chevalerie devient une institution chrétienne où l'on entre par la cérémonie de l'adoubement. Le nouveau chevalier était souvent doté d'un fief dit, fief de haubert, lui permettant d'entretenir et de fournir un cavalier. Les ordres du roi donnaient la noblesse : l'ordre de Saint-Michel immédiatement, l'ordre de Saint-Louis au bout de trois générations successives de chevaliers (à partir de 1750).
- Le service des armes : noblesse militaire avant 1634 (à partir de 1410 pour un certain nombre de grades militaires simples et supérieurs), noblesse par charges d'administration militaire (1704-1715), nouvelle noblesse militaire (1750-1790 : les officiers généraux sont nobles dès leur nomination[45] tandis que pour les grades de brigadier à capitaine il faut trois générations successives d'officiers décorés de l'ordre de Saint-Louis ou morts en service. Chaque génération doit servir 30 ans et obtenir un certificat de services du ministre de la Guerre.)[46]
- L'octroi ou l'achat d'une lettre de noblesse
- L'anoblissement par décision du roi (pour services rendus par exemple)
- La reconnaissance, maintenue ou confirmation de noblesse par le pouvoir souverain.
- La noblesse utérine ou maternelle : en Champagne, Barrois et Brie mais avec toutefois des restrictions[47],[48]
- L'achat et l'exercice de charges anoblissantes[49] :
- L'exercice de certaines charges municipales depuis 1372 appelée noblesse de cloche : Poitiers, La Rochelle, Toulouse, Niort, Tours, Paris, Bourges, Angers, Arras, Saint-Jean-d'Angély, Le Mans, Angoulême, Nantes, Lyon, Issoudun, Cognac
- L'exercice de charges commensales et de dignités depuis le début du XVe siècle
- La noblesse d'office appelée noblesse de robe est créée par un édit de 1600 sur les tailles[50]
- Dès l'époque pontificale, à Avignon et dans le Comtat Venaissin, des charges de robe anoblissent[51]. Docteur en droit d'Avignon (noblesse graduelle). Alain Texier écrit toutefois que ces familles ne peuvent pas être reconnues nobles en France car ces territoires ont été annexés par la France le 14 septembre 1791, or la noblesse avait été abolie le 23 juin 1790 et aucun texte par la suite n'a conféré à ces familles la noblesse française[52].
- La noblesse de chancellerie : la charge de secrétaire du roi, maison et couronne de France est créée en 1485. Ses conditions d'anoblissement ont été modifiées au fil des siècles. Cette charge a été surnommée « la savonnette à vilains »[49] en raison du grand nombre de familles qui ont été anoblies par son exercice (14% des familles actuellement membres de l'ANF selon Régis Valette).

- Citoyen noble de Perpignan (bourgeoisie honorée) : depuis 1449, les familles inscrites sur la matricule des bourgeois de la ville. Reconnu par les rois en 1702 et 1785.
- Associés en la compagnie de la Nouvelle-France (uniquement pour douze associés)[53]

En France, le pouvoir d'anoblir a d'abord appartenu à tous les grands seigneurs qui pouvaient armer des chevaliers, puis à partir du XVe siècle ce pouvoir est exclusivement réservé au roi. Certaines villes ayant la haute justice continuaient à avoir certaines charges anoblissantes, comme celle de capitoul, mais il fallait ensuite des lettres de confirmation du roi et un enregistrement au parlement. La noblesse constituait l'un des deux ordres privilégiés, après celui du clergé. Ses membres avaient l'obligation d'occuper un certain nombre d'emplois onéreux (armée, magistrature, haute administration, arts libéraux), et l'interdiction d'exercer des professions lucratives (commerce, artisanat, banque) sous peine de dérogeance.
L'anoblissement par charges n'est pas automatique, il doit être confirmé par des lettres patentes du roi qui doivent ensuite être enregistrées au parlement. En l'absence de ces formalités il n'y a pas d'anoblissement.
La noblesse héréditaire, selon les principes du droit monarchique, avait pour caractéristique essentielle d'attribuer la qualité de noble et les privilèges y étant associés selon un critère de naissance, par filiation — et par filiation légitime à compter de l'édit fiscal de 1600, pour les provinces alors rattachées au royaume de France, sous le règne du roi Henri IV.

#### Les privilèges de la noblesse

##### Privilèges statutaires
Politique, domanial
- Être investi et tenir noblement un fief, c'est-à-dire avec l'obligation d'en rendre hommage à chaque génération
- Obligation d'assurer à ses frais la défense de ses fiefs, d'y faire régner la paix et administrer la justice seigneuriale.
- Service militaire: convocation au ban et dans les armées du roi
- Exemption du logement des gens de guerre et de service dans la milice bourgeoise
- Obligation d'entretenir la nef et les chapelles paroissiales dont il est patron ; place d'honneur aux offices, un droit de sépulture dans l'église, le droit de présenter le curé, et le droit de litre, c'est-à-dire qu'à son décès on peint une ou plusieurs bandes de deuil qui entourent les murs de l'église avec ses armes
- Obligation d'apprendre et de posséder des armes, de s'entraîner à la chevauchée et à la guerre ; pouvoir « chasser à force de chiens et oiseaux dans les forêts, buissons, garennes et plaines », de « tirer à l'arquebuse toutes sortes d'oiseaux de passage et de gibier, hors le cerf et la biche »[55]

Éducation
- Bénéficier d'écoles et d'institutions éducatives particulières : place de page (serviteur) (apprentissage), écoles de pages et académies, collèges militaires pour les garçons, Maison royale de Saint-Louis à Saint-Cyr pour les filles
- « Lorsqu'ils sont nobles du côté paternel et du côté maternel ont l'avantage de pouvoir obtenir des bénéfices comme bacheliers en droit civil et en droit canonique, après avoir étudié trois ans (au lieu de cinq) à l'Université »[56].

Emplois obligatoires et réservés
- La plupart des grands offices de la Couronne et des charges militaires supérieures telles que colonel de régiment, gouverneur, officiers dans la Maison militaire du roi, etc. (sauf exceptions) ; mais pas les offices de magistrature, d'administration ou de finance
- Être reçu et servir :
  - comme chevalerie par adoubement
  - dans toutes les charges, offices et emplois nobles qui sont plus onéreux que lucratifs
  - comme chevalier de l'ordre de Saint-Jean de Jérusalem et encore il y a trop d'exception comme les chevaliers de grâce (par la grâce du grand maître ou du pape)
  - comme chanoines-comtes de Lyon, de Saint-Julien-de-Brioude, et autres chapitres nobles d'hommes ou de filles

Fiscalité, revenus
- Interdiction de se livrer à toutes les activités vénales ou lucratives telles que commerce (sauf commerce de gros), artisanat, négoce (sauf international et maritime en grand), industrie (sauf mines, sidérurgie et verrerie) ; les revenus nobles sont ceux des seigneuries ou des pensions royales. À noter que ces interdictions ont évolué au fil du temps jusqu'à totalement disparaître peu avant la révolution.
- Interdiction de glaner
- Interdiction de cultiver soi-même ses terres ou de les faire cultiver pour son propre compte (sauf à cultiver la réserve seigneuriale pour la consommation de sa propre maison), et obligation de concéder toutes les terres en censives perpétuelles
- Interdiction de reprendre une censive au tenancier légitime ou à son héritier, ou d'augmenter le cens
- Interdiction de concéder ou d'enclore les pâturages et forêts communes aux habitants
- Percevoir les droits seigneuriaux (cens, banalités). D'où l'exemption de tailles et autres impôts dus par les habitants des seigneuries
- Modération dans le calcul d'impôts royaux (par exemple pour la capitation et le vingtième)

##### Droit, privilèges de juridiction
- Être assujetti aux coutumes nobles, en matière de droit civil, en particulier pour la majorité, le mariage, les successions (partage noble inégalitaire, retrait lignagier, etc.)
- Être assujetti en matière criminelle au statut de la Noblesse qui punit plus sévèrement certains crimes comme le faux, etc.
  - en matière de crimes, jugement par le parlement
  - en cas de condamnation à la peine capitale, être exécuté par décapitation à la place de la pendaison ou de la roue
- Pour les questions de préséance, de noblesse, de dérogeance, de trahison, jugement par d'autres nobles (tribunal des Maréchaux, tribunal du Point d'honneur, Conseil du roi, Chambre ardente, etc.)

##### Usages réservés aux membres de la Noblesse
- Tenir noblement un fief (en cas d'achat d'une seigneurie par un non noble, l'acquéreur est dispensé des obligations nobles en échange du paiement au suzerain d'un droit de franc-fief ; il ne doit plus les services et dépenses nobles, ne porte pas le titre de seigneur, ne rend plus hommage, mais reçoit investiture et fait une simple reconnaissance)
- Porter les signes distinctifs de la noblesse :
  - qualifications de noble, chevalier, écuyer, ou tous autres titres indicatifs de noblesse
  - armoiries timbrées d'un heaume ou d'une couronne
  - placer sur son logis une girouette carrée en forme de bannières, ou surmontée d'une couronne[57]
  - porter une plume à son chapeau (XVIe siècle au XVIIe siècle)
  - posséder un colombier (car les colombes se nourrissent du grain ramassé sur les terres alentour)
- Bénéficier des honneurs et distinctions nobles :
  - ordres du roi (Ordre du Saint-Esprit) et Ordre de Saint-Michel (ce dernier est devenu anoblissant)
  - ordre royal et militaire de Saint-Louis (destiné à récompenser les officiers, ce dernier a cessé d'être réservé à la noblesse et permettait d'être anobli après trois générations successives de chevaliers)
  - honneurs de la Cour (réservé aux familles dont la noblesse remonte avant 1400, sauf exceptions)
  - détenir des fiefs titrés
- Porter ou détenir des armes, en particulier l'épée au côté dans les lieux publics
- Il n'y a pas de préséances sur les magistrats roturiers séants dans leurs cours et tribunaux, mais ils précèdent ceux qui sont leurs justiciables dans les lieux de leurs (propres) pouvoirs et de leurs territoires[58]

#### Les preuves de noblesse
La noblesse se prouvait :
- Par la possession centenaire publique, sans contestation ni procès de l'état noble : Ceux qui, à défaut de titre, prouvaient d'une possession centenaire publique, paisible, sans contestation ni procès de l'état noble, pouvaient obtenir une confirmation légale de noblesse et étaient alors réputés être nobles d'extraction, c'est-à-dire l'avoir toujours été. Cet état noble consistait dans l'hommage, le partage noble des successions, l'exonération de tailles, la mention de la qualité de noble dans les actes d'état civil, les charges et emplois nobles (justices, pages…), l'absence de profession dérogeante. En pratique, jusqu'à la fin des grandes recherches (1727), des familles réussirent toutefois à s'agréger à la noblesse sans pouvoir prouver une possession centenaire. En revanche après 1727 seule une maintenue ou une maintenue avec anoblissement en tant que besoin ou une confirmation de noblesse, permettait d'être noble. Enfin avoir une possession centenaire après 1666 ne suffisait plus à prouver une noblesse d'extraction (cad. être noble depuis au moins 1560).
- Par la production d'un acte d'anoblissement.

Seuls les nobles avaient légalement le droit de prendre dans les actes d'état civil ou autres les qualifications indicatives de la noblesse telles que noble, écuyer, etc. Toutefois, la qualification d'écuyer peut être valablement portée mais n'indiquer que le bénéfice de privilèges de noblesse à titre viager et non transmissible, en particulier pour certaines fonctions commensales au sein de la Maison du roi. Les gardes du corps du roi, nobles et non nobles, ont le droit à la qualification d'écuyer. Les roturiers qui achetaient une charge de secrétaire du roi avaient droit à la qualification d'écuyer mais pour qu'ils puissent transmettre leur noblesse ils devaient servir vingt ans ou mourir en charge ou encore exercer la dite charge durant deux générations successives de vingt ans chacune. Différents règlements assujettissent ceux qui portent ces titres d'écuyer à titre personnel, à le faire suivre de l'intitulé de la charge ou de l'office.
Pour lutter contre l'usurpation de noblesse, des preuves de noblesse furent demandées à différentes époques de l'Ancien Régime aux familles qui se présentaient comme nobles. Les Intendants furent chargés de mener les recherches dans la plupart des provinces du royaume. Les parlements, les présidiaux, les cours et conseils souverains, le Conseil d'État, délivrèrent aussi des jugements de noblesse. Les grandes recherches entre 1666 et 1727 sont les plus connues, elles eurent des fins essentiellement fiscales.
Au cours du XVIIIe siècle, et particulièrement sous le règne du roi Louis XVI, on note un durcissement du système des preuves de noblesse. Après 1727 le port de qualifications de noblesse sans obtention d'une maintenue en la noblesse ou d'une maintenue avec anoblissement en tant que besoin ou d'une confirmation de noblesse, ne suffisait pas à prouver la noblesse. Philippe du Puy de Clinchamps écrit que ne prouve la noblesse que les actes où le roi reconnaissait comme noble un suppliant et que seuls les actes délivrés au nom du roi pouvaient faire preuve d'état.
Benoît Defauconpret écrit que « seuls les arrêts de maintenue de noblesse délivrés par les commissaires de la recherche, les intendants, les cours souveraines, le conseil d'État » étaient des actes « confirmatifs, c'est-à-dire confirmant officiellement la noblesse d'une famille ».
À la fin du XVIIIe siècle, les généalogistes du roi, et, en l'occurrence, les Chérin reprennent inlassablement les thèmes fondamentaux : l'ancienneté, les services, les alliances, les possessions, les places ; ils déterminaient l'illustration d'une famille, et donc le degré de faveur qu'elle était en droit d'attendre. Ces critères ne furent toutefois pas repris pour établir les rangs au sein de l'impôt de capitation et l'ancienneté ne fut pas toujours le critère d'admission aux honneurs de la Cour.
L'identité de la noblesse se fait également par le système des preuves qui permet aux familles d'ancienne noblesse l'entrée de ses membres dans différents ordres, corps et institutions. À l'instar des Honneurs de la Cour les généalogistes royaux demandent des preuves pour l'entrée dans le corps des pages, par exemple. Durant la première moitié du règne du roi Louis XV, c'est le roi lui-même qui édicte et signe de sa main le règlement codifiant de façon très précise et détaillée les preuves à fournir pour être reçu parmi les pages de sa grande écurie. Ce règlement pris dès 1721 et 1727 sera suivi un peu plus tard d'un règlement du même type pour la petite écurie, pris pour sa part en 1729. Viendra enfin celui des pages de la chambre du roi pris en 1737. Pour être reçu page de la grande écurie ou de la petite écurie du roi, il convient de prouver une noblesse remontant au moins à l'année 1550, cette noblesse doit de plus être militaire pour pouvoir être reçu page du roi en sa grande écurie. Sous le règne du roi Louis XVI, l'ordonnance Ségur de 1781 impose quatre degrés nobles, soit approximativement cent ans de noblesse, aux requérants pour les écoles militaires et pour entrer au service comme sous-lieutenant. Quant aux grades d'officiers dans la Maison militaire du roi les preuves de noblesse tendent à être les mêmes que celles des Honneurs de la Cour. Pour la maison royale de Saint-Louis, depuis 1694 il faut prouver 140 ans de noblesse. Dans son ouvrage sur les preuves de noblesse au XVIIIe siècle Benoît Defauconpret traduit ces mesures comme une volonté du roi de valoriser la noblesse ancienne au détriment des anoblis récents avec pour finalité de renforcer l'identité de la noblesse face à la montée de la bourgeoisie.
Philippe du Puy de Clinchamps écrit que les décharges du droit de franc-fief intervenus après 1579 ne peuvent pas constituer une preuve de noblesse.
Il faut enfin rappeler que la participation avec l'ordre de la noblesse aux États généraux de 1789 ne constitue pas une preuve de noblesse. Philippe du Puy de Clinchamps estime à plus de 10% le nombre de non nobles ayant voté avec la noblesse en 1789.

#### Les enfants naturels
Jusqu'en 1600 les bâtards légitimés par le roi sur demande du père étaient nobles. Après 1600 les bâtards, même légitimés, restèrent roturiers à l'exception des bâtards royaux légitimés.
Jusqu'à la Révolution française les enfants naturels pouvaient être légitimés par lettres de légitimation du roi sur demande de leur père ou à la suite du mariage subséquent de leurs parents.

#### Maintien de la noblesse
Quelles que soient l'origine et l'ancienneté de sa noblesse, chaque famille noble doit apporter la preuve qu'elle vit noblement, faute de quoi elle perd sa noblesse et ne peut plus la transmettre à ses descendants. Cette perte est définitive, sauf dans certaines coutumes du Nord qui admettent que la noblesse d'une famille puisse être dormante pendant quelques générations.

#### La perte de la noblesse
Durant l'Ancien Régime français, la noblesse se perdait sans formalité par prescription, lorsque le fils d'un noble n'avait plus des revenus nobles suffisants pour exercer des emplois onéreux, et qu'il devait gagner sa vie avec des emplois lucratifs tels que notaire, domestique, négociant, etc. Les jugements de maintien visaient à constater qu'une famille noble, le plus souvent ses rameaux cadets, étaient toujours convenablement possessionnés et capables de servir noblement, ou au contraire qu'ils ne vivait plus noblement. Si la situation de cette famille se relevait, des lettres de relief (appelées aussi lettres de réhabilitation) pouvaient être obtenues du roi pour rétablir la noblesse. Il existe dans la Coutume d'Artois la possibilité pour la noblesse d'être dormante pendant quelques générations. C'est aussi le cas en Bretagne, région dans laquelle il était plus difficile de vivre de ses terres de par les conditions climatiques, la noblesse pouvait être dormante le temps de la dérogeance pour ensuite être rétablie sans formalité aussitôt que la dérogeance cessait.
Activités qui témoignent de la perte de la noblesse, ou de son absence :
- l'exercice d'un office de judicature inférieur, comme celui de procureur, d'huissier, de greffier ou de notaire (sauf les notaires au Châtelet de Paris) ;
- l'exercice d'un art mécanique, sauf la métallurgie, la verrerie et les mines ;
- la condition de serviteur à gage, de domestique ou de commis (de salarié), sauf dans les maisons princières ;
- l'exercice des métiers de marchand, y compris les sept grands corps de marchands et la profession de banquier ou changeur, le commerce de détail. Mais plus le négoce et l'armement, c'est-à-dire le commerce maritime (depuis Colbert) et le commerce de gros (1701) ne sont plus dérogeants[72] ;
- le fait d'exploiter ses terres pour son propre compte ou d'en prendre comme fermier ou métayer[72], sauf la réserve seigneuriale.

L'exercice des arts libéraux comme la médecine, ne sont pas dérogeants. Mais la profession d'apothicaire appartient à la marchandise, et celle de chirurgien est un art mécanique.
On peut ajouter deux causes dues à la condition matrimoniale :
- le fait pour une femme noble de se marier avec un roturier (la femme prend toujours la condition de son mari) ;
- le fait d'être de naissance illégitime et non légitimé et à partir de 1600 même les enfants naturels légitimés restent non nobles sauf à être anoblis (les princes capétiens ne sont pas concernés par cette mesure)[73].

La noblesse se perd également :
- par une condamnation infamante (crimes, mais il y a la possibilité de demander des lettres de réhabilitation) ;
- par la fuite à l'étranger ;
- par le fait d'entrer sans permission du roi au service d'une puissance étrangère, ou d'être anobli par celle-ci ;
- par le fait de ne plus prendre de qualifications nobles dans les actes officiels alors que l'on y a droit[72].
- par les révocations d’anoblissement. Révocation par Henri IV de tous les anoblissements accordés depuis 20 ans (1598). Révocation par Louis XIII (1643) des anoblissements moyennant finance de moins de 30 ans. Autres révocations en 1715 et 1771 où pratiquement tous les anoblis d’après 1715 (anoblis par lettres, charges, cloche) doivent financer 6000 L pour être maintenus.

Une activité dérogeante privait en général et définitivement l'intéressé et sa descendance de leur qualité, sauf en Bretagne où ce principe a bénéficié de nombreux amendements.
En dehors de l'exploitation agricole, les seules activités non dérogeantes (c'est-à-dire ne faisant pas déchoir de sa noblesse et (re)tomber en roture) sont la verrerie et l'activité de maître de forges, ainsi que certaines activités liées au commerce maritime comme l'armement. L'Artois et la Bretagne permettaient une noblesse dite « dormante » : le noble peut mettre de côté sa noblesse, parfois sur plusieurs générations, pour se refaire une santé financière ; puis une simple déclaration suffit à retrouver l'intégrité de ses droits. Le Béarn, et dans une faible mesure la Champagne et la Lorraine, sont les seules provinces à avoir, en un temps, autorisé dans des cas très spécifiques, la transmission de noblesse par les femmes. Pour attirer la noblesse dans les Compagnies des Indes le roi dut promulguer des édits de dérogation.
La noblesse se perd aussi par prescription extinctive, c'est-à-dire par le non-usage pendant trente ans[réf. nécessaire].

#### Les fiefs
- Les fiefs de dignités sont : duché, marquisat, comté, vicomté, baronnie.
- Selon l'édit de 1579, pour être érigée en châtellenie une terre doit avoir la justice.
- Une seigneurie est constituée d'un domaine, d'un fief, d'une justice. Il y a trois types de justice seigneuriale : la haute, la moyenne, la basse. Une justice comprend généralement une dizaine de fiefs et une petite justice 200 à 300 justiciables[74]. « La propriété d'une seigneurie est une dignité sociale »[75].
- Les noms de fiefs sont à l'origine de certains noms patronymiques (exemples : concession ou acquisition d'un fief qui devient alors le nom patronymique de la famille).

#### Les armoiries

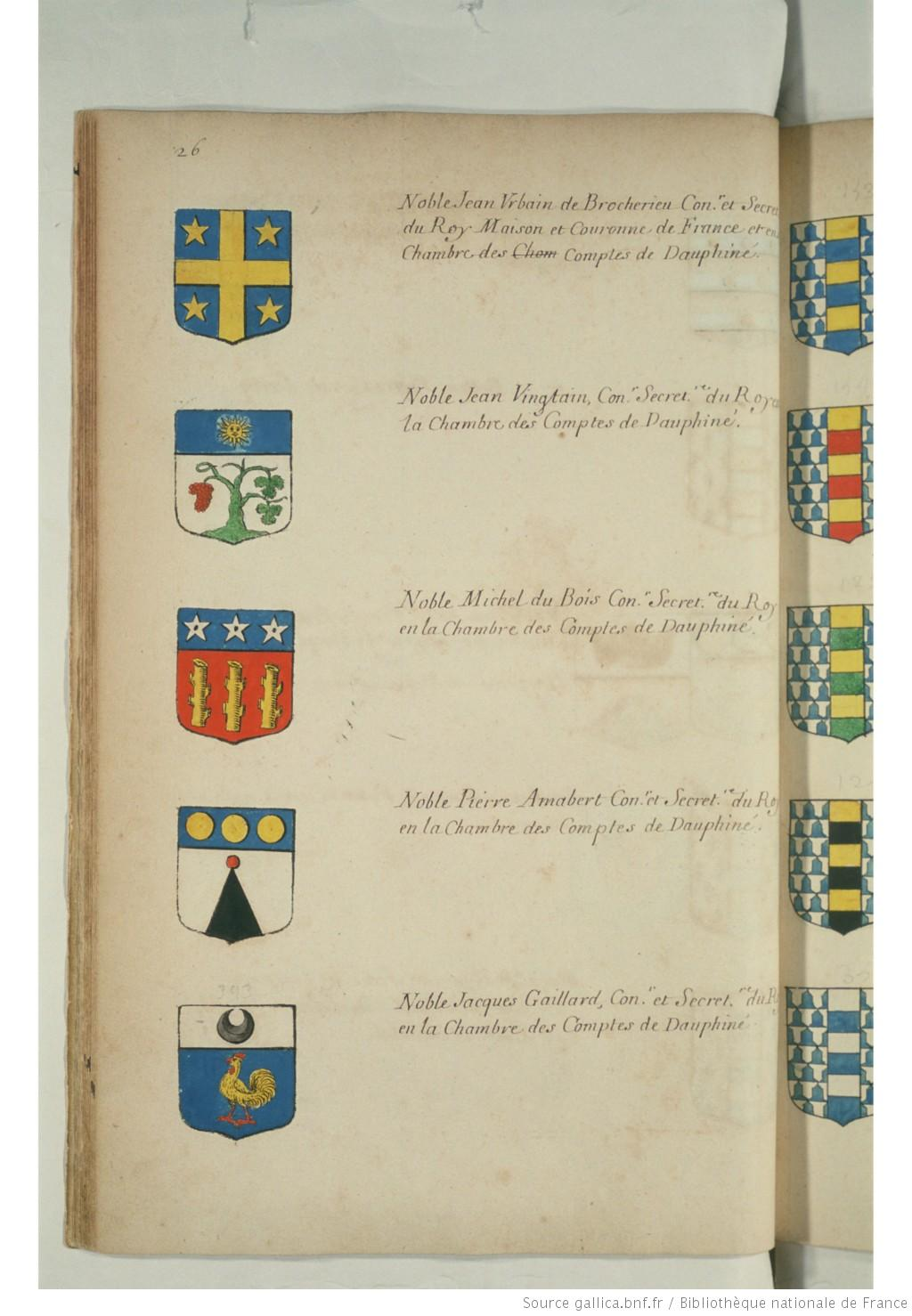
Diverses armoiries de la province du Dauphiné.

Les armoiries sont des signes de ralliement durant les guerres et des signes distinctifs dans les tournois. Elles sont peintes sur les boucliers et gravées dans les châteaux (porche d'entrée, cheminées) et églises (vitraux, clefs de voûte). Les villes, les corps de métiers et les bourgeois ont des armoiries ou peuvent en avoir, ce qui signifie que les armoiries ne sont pas une preuve de noblesse. Seules les armoiries dites timbrées sont réservées à la noblesse mais les usurpations sont nombreuses.
L'armorial de d'Hozier de 1696 n'est pas un armorial réservé à la noblesse, de nombreux bourgeois, villes, collèges, congrégations etc ont eu leurs armoiries enregistrées dans cet armorial.

#### Les qualifications et titres de noblesse
De la plus employée à la moins employée, :
- Écuyer
- Chevalier
- Noble
- Noble homme (qualification discutée[76])
- Messire (qualification prise aussi par des bourgeois[78])
- Sieur/Seigneur (qualification prise aussi par des bourgeois)

Il y a aussi les qualifications suivantes : Valet/Varlet (noble qui n'est pas ou pas encore chevalier, équivalent à écuyer en Poitou), Banneret (chevalier qui avait plusieurs de ses pairs sous sa bannière), Bachelier (simple chevalier), Damoiseau (jeune noble).
Malgré les règlements royaux, il arrive que des bourgeois usurpent des qualifications de noblesse au risque de se voir imposer une lourde amende, 2 000 livres (40 000 € environ) sous Louis XIV. Toutefois certaines charges et offices permettaient de prendre la qualification d'écuyer. À l'inverse, certains nobles (notamment à Paris) prenaient parfois la qualification de "bourgeois" plutôt que d'écuyer.

##### Les titres de noblesse
Historiquement un titre de noblesse était attaché à la propriété d'une terre et de sa justice et non à une famille. De même il n'honorait qu'une personne par génération.
Notions
Les titres de prince et de duc proviennent de la Rome antique, assimilés au princeps (premier des citoyens, ceux qui jouaient un rôle politique) et au dux (chef de guerre). L'argent circulant mal, ces politiques et chefs de guerre étaient rémunérés en terres.
Au haut Moyen Âge, seigneurs et barons font leur apparition : si la plupart sont des nobles, d'autres ne sont que de riches propriétaires, rapidement assimilés à la noblesse par leur influence et les terres qu'ils possèdent. Avec la modernisation des armées, les chevaliers et les écuyers forment la nouvelle élite, montures et équipement coûtant cher, ils sont aussi rémunérés avec des terres et deviennent ainsi vassaux de leur employeur : c'est la première forme de hiérarchisation de la noblesse.
À l'époque de Pépin le Bref (751-768), les grands féodaux étant trop puissants. Les comtes, qui trouvent leurs égaux ecclésiastiques dans les évêques, sont créés avec pour mission de les surveiller et de rendre le roi plus proche du peuple par leur intermédiaire. Avec la création d'un vaste ensemble territorial sous Charlemagne, on voit apparaître des « marches », sortes de zones tampons entre l'empire et les barbares, dont le détenteur est le marquis (comte qui protège les marches). Les comtes et les évêques, se sédentarisant comme tous les nobles et rendant leurs titres héréditaires en acceptant souvent d'être les vassaux des ducs, devinrent vite un problème supplémentaire pour la monarchie qui créa les vicomtes (vices-comtes, le pape créant les vicaires).
Avec la fin de la féodalité se distinguaient la famille royale (roi, reine, enfants et petits-enfants de France) et les princes du sang. Peu importe le titre que ces derniers portaient : certains étaient comtes ou ducs, mais ils étaient surtout héritiers indirects du trône de France. La seule distinction réelle est faite entre le titre de duc (il peut être accompagné de la dignité de pair de France) et les autres titres. Les ducs avaient droit à des préséances protocolaires sur les autres nobles, par exemple un tabouret pour les duchesses. La catégorie mouvante des princes dits « étrangers », grands lignages d'abord étrangers puis « naturalisés » en France (maison de Clèves, maison de Guise (maison de Lorraine), etc.) tantôt recoupait celle des ducs et pairs, tantôt venait s'intercaler entre princes du sang et ducs et pairs.
Outre les barons créés, il existait d'autres barons, dont la noblesse remontait à des temps presque aussi anciens que la famille royale (par exemple, les Montmorency, qui revendiquaient la qualité de premiers barons chrétiens (du duché d'Île-de-France), devenus ducs, éteints au XIXe siècle).
Un seul membre de la famille titrée, l'aîné (que l'on nomme « chef de nom et d'armes »), a vocation à porter le titre familial. Les cadets adoptent généralement le même titre, ou un titre inférieur, en intercalant leur prénom entre le titre et le nom de famille. Il s'agit là d'un titre dit « de courtoisie », dépourvu de reconnaissance officielle et réservé à un usage mondain. Ainsi le comte N… de X… porte un titre de courtoisie, alors que le comte de X… porte le titre régulier.
Il y a néanmoins un cas où le titre peut se décliner, et c'est le seul autorisé : le fils aîné d'un noble titré et pair héréditaire reprend le titre, mais les cadets peuvent prendre le titre suivant dans la hiérarchie, de manière héréditaire.
En France, et contrairement à d'autres pays européens (la Russie et l'Empire allemand par exemple), en raison de la loi salique, les femmes ne portent pas de titres « en propre », hors celui de princesse, considéré alors non comme un titre mais comme le témoignage de leur qualité. Ainsi la fille du comte de X sera Mademoiselle de X et non la comtesse de X (alors qu'en Allemagne, la fille du Graf von X sera elle-même Gräfin von X). S'il est vrai qu'en France, c'est la primogéniture masculine qui domine, les femmes ne sont pas (sauf pour la famille royale et les apanages) exclues de l'héritage : par exemple, Jean II le Bon a récupéré les duchés et comtés de Bourgogne, et les comtés de Flandre et de Nevers par sa femme et par sa mère. De même, la Grande Mademoiselle, fille unique du premier mariage de Gaston d’Orléans, a hérité de l'intégralité de la fortune et des terres de sa mère, dernière descendante d'une branche de la maison de Bourbon.
L'évolution des titres de noblesse
« Les titres, restés assez stables jusqu'à la fin du Moyen Âge, vont ensuite connaître une rapide augmentation en se multipliant. Les rois, en effet, se sont arrogé le droit de changer selon leur bon plaisir la qualité d'une terre ou d'un ensemble de terres. Tel bon serviteur de la Couronne verra ainsi sa seigneurie devenir comté ou marquisat, sans qu'il y ait le moindre rapport avec les fonctions attachées au titre à l'origine ».
Malgré les règlements royaux l'usurpation de titres par les nobles mais également par des bourgeois semblent s'être développée vers la fin de l'Ancien Régime.
Les différents titres de noblesse
- Duc
- Marquis
- Comte
- Vicomte
- Vidame
- Baron
- Chevalier
- Écuyer

Sous l'Ancien Régime, hormis le titre de duc, il n'y avait pas de hiérarchie entre les différents titres de noblesse.
Par décision du roi Louis XIV les princes étrangers eurent la prééminence sur les ducs.
François Bluche s'exprime ainsi sur ce sujet : « La légende du second ordre est tissée d'une longue suite d'idées reçues qu'il faut exorciser : Un noble est toujours titré. Or il est beaucoup d'excellents gentilshommes qui ne portent aucun titre. Ceux qui se disent marquis, comtes ou barons n'ont souvent que des titres de courtoisie. Hors l'éminent privilège des ducs, il n'y a pas de hiérarchie des titres : sans cela le vicomte de Turenne, de l'illustre maison de Bouillon, aurait été inférieur à un quelconque marquis de Carabas. Enfin, contrairement à une opinion erronée, les titres en règle sont l'apanage des robins ou des financiers bien plus que des gentilshommes des manoirs ».
Régis Valette écrit dans Catalogue de la noblesse française au XXIe siècle : « (…) ce qui démontre, s'il en était besoin, le caractère tout à fait secondaire (et quasi insignifiant) du titre dans la noblesse française où seul le nom de famille, illustre ou obscur, a de l'importance ».
Pierre-Gabriel de La Guette et Marc Déceneux écrivent : « (…), les titres nobiliaires de l'Ancien Régime sont à l'origine des fonctions ou des honneurs, mais ne forment nullement une structure hiérarchisée en pyramide. Ils n'accordent pas un surcroît de noblesse car ils ne s'attachent pas aux familles mais aux fiefs. Une lignée perdra le titre dès qu'elle ne sera plus en possession de la terre qui en est décorée ; (…) ».

### Aspects sociologiques

#### L'identité de la noblesse
L'identité de la noblesse se fait également par le système des preuves qui permet aux familles d'ancienne noblesse l'entrée de ses membres dans différents ordres, corps et institutions. À l'instar des Honneurs de la Cour les généalogistes royaux demandent des preuves pour l'entrée dans le corps des pages, par exemple.
Durant la première moitié du règne du roi Louis XV, c'est le roi lui-même qui édicte et signe de sa main le règlement codifiant de façon très précise et détaillée les preuves à fournir pour être reçu parmi les pages de sa grande écurie. Ce règlement pris dès 1721 et 1727 sera suivi un peu plus tard d'un règlement du même type pour la petite écurie, pris pour sa part en 1729. Viendra enfin celui des pages de la chambre du roi pris en 1737. Pour être reçu page de la grande écurie ou de la petite écurie du roi il convient de prouver une noblesse remontant au moins à l'année 1550, cette noblesse doit de plus être militaire pour pouvoir être reçu page du roi en sa grande écurie. Sous le règne du roi Louis XVI l'ordonnance Ségur de 1781 impose quatre degrés nobles, soit approximativement cent ans de noblesse, aux requérants pour les écoles militaires et pour entrer au service comme sous-lieutenant. Quant aux grades d'officiers dans la Maison militaire du roi les preuves de noblesse tendent à être les mêmes que celles des Honneurs de la Cour. Pour la maison royale de Saint-Louis, depuis 1694 il faut prouver 140 ans de noblesse. Dans son ouvrage sur les preuves de noblesse au XVIIIe siècle Benoît Defauconpret traduit ces mesures comme une volonté du roi de valoriser la noblesse ancienne au détriment des anoblis récents avec pour finalité de renforcer l'identité de la noblesse face à la montée de la bourgeoisie.
Pour François-Joseph Ruggiu, la noblesse est constituée de différents groupes qui ont chacun leurs caractéristiques. Il ajoute que les familles vont et viennent continuellement entre la province et la Cour. Il écrit également que la noblesse s'est rapidement effondrée en 1789 du fait non de son identité mais de l'utilité de sa propre existence.
François-Joseph Ruggiu constate que Guy Chaussinand-Nogaret et David Bien sont d'accord sur l'influence de la notion de Mérite issue de la philosophie des Lumières, mais que Chaussinand-Nogaret a mis l'accent sur une fusion des élites à la fin de l'Ancien Régime à travers l'économie et la culture, tandis que Bien voit au contraire l'ancienne noblesse mettre en avant la naissance comme vecteur du Mérite dans l'édit de Ségur de 1781.
Sur le thème de l'identité nobiliaire, Benoît Defauconpret écrit que l'ancienne noblesse va se servir des preuves de noblesse pour exclure les roturiers mais aussi les récents et nouveaux venus dans le second ordre. Il ajoute que cette réaction aristocratique du XVIIIe siècle en faveur de la noblesse ancienne et fondée sur le service des armes est une manière d'affirmer l'identité de la noblesse et de son idéal militaire.
L’homogamie n’est cependant pas absolue. À l’exception des ducs et pairs parmi lesquels, entre 1589 et 1723, près de la moitié se marie à l’intérieur de leur groupe, les alliances entre nobles et roturiers sont fréquentes et bien acceptées, à condition que la dot soit élevée. Ainsi, dans le Paris des années 1630, seulement 58% des contrats de mariage de nobles sont homogamiques.

#### La hiérarchie sociale
À la fin du XVIIIe siècle, Bernard Chérin, généalogiste du roi, prend en compte cinq critères pour classer les familles, à savoir :
- l’ancienneté de la famille : avoir trois générations de noblesse par exemple ;
- les alliances : les alliances et les parentés révèlent les familles qui montent et celles qui descendent. « Dans cette société patrilinéaire, ce sont les mariages des mâles qui situent le rang social d'une famille. »[90] ;
- les services : ce sont les services militaires et civils rendus par une famille ;
- les places : ce sont les places dans l'armée ou dans l'administration. Exemples : gouverneur, sénéchal, gentilhomme de la chambre du roi, etc. Les corps qui composent la Maison militaire du roi sont des corps de prestige[91]. Dans le corps des mousquetaires la compagnie des mousquetaires noirs est plus recherchée que celle des mousquetaires gris[92]. Dans l'armée, la cavalerie et les dragons sont mieux réputés que l'infanterie qui elle-même est préférée aux troupes provinciales (milices)[93]. Dans l'exercice des charges civiles, être conseiller au parlement est considéré comme plus prestigieux qu'au sein d'un présidial ou qu'être secrétaire du roi ;
- les possessions : les fiefs

#### L'ancienneté de la noblesse
Pour la noblesse, l'ancienneté fut toujours un critère important mais non le seul.
On distinguait l'ennobli qui vient d'acquérir la noblesse, le noble qui naît de l'ennobli, le gentilhomme qui est la troisième génération.
Parmi les gentilshommes se détache une élite, les gentilshommes de nom et d'armes « ceux qui sont d'une si vieille race que le commencement en est inconnu ». À un rang moins haut, mais au-dessus des simples gentilshommes vient le « gentilhomme de quatre lignes », c'est-à-dire que les arrière-grands-parents tant paternels que maternels sont issus d'une famille noble (on parle également de « quartiers de noblesse ») « symbole d'une noblesse excellente ». Vient plus bas le « noble de race », dont le père, l'aïeul et le bisaïeul étaient gentilshommes (seulement en ligne paternelle). Au-dessous des gentilshommes viennent les simples nobles. Ils présentent ce caractère commun que le début de leur noblesse est connu, peu ancien, ne dépassant pas trois générations, résultant d'un anoblissement qui les a tirés de la roture, et qui est le fait du prince. Enfin, vient les « ennoblis », c'est-à-dire les individus faisant souche de noblesse, et donnent des enfants nés et à naître nobles. Socialement, ils sont moins considérés que les « nés nobles » et les gentilshommes, mais juridiquement ils partagent tous leurs privilèges, les privilèges de la noblesse.
Sur la notion de noblesse immémoriale, François Bluche écrit : « On la dit immémoriale par approximation. En effet, comme le rappelle avec bon sens Sénac de Meilhan, « toute chose a eu son commencement ; et l'on ne peut supposer qu'on soit né anciennement gentilhomme, comme l'on naît blanc ou nègre ».
En 1695, lors de l'instauration de l'impôt de capitation par Louis Phélypeaux de Pontchartrain, ministre du roi Louis XIV, le critère de l'ancienneté des familles est écarté dans l'établissement de la hiérarchie sociale qui ne retient que quatre critères allant du plus important au moins important : la dignité, le pouvoir, la fortune, la considération.
À la fin du XVIIIe siècle, Bernard Chérin, généalogiste du roi, prend en compte cinq critères pour classer les familles, à savoir : l'ancienneté, les services, les places, les alliances, les possessions.
« À la fin de l'Ancien Régime, les clivages selon l'ancienneté de la noblesse ou le degré de dignité, auxquels Saint-Simon était si fort attaché, sont en vérité négligeables à partir d'un certain degré de réussite et d'importance des services rendus. À la Cour, les « parvenus » de nouvelle noblesse cohabitent avec les représentants des plus anciennes maisons et les plus hautes en dignité ».
Pour l'accès aux Honneurs de la Cour le critère de l'ancienneté de la noblesse garde toutefois un rôle déterminant mais il est contourné par les personnes admises à ces honneurs par leurs seules fonctions (les maréchaux de France et les cordons bleus) et par ceux admis par la seule faveur du roi.
Dans son ouvrage sur les preuves de noblesse au XVIIIe siècle Benoît Defauconpret décrit la volonté du roi Louis XVI durant son règne de 1774 à 1789 de valoriser la noblesse ancienne au détriment des anoblis récents.

#### La noblesse et le service des armes
Le service des armes fut la première particularité de la noblesse. Concurrencée à partir du XVIIe siècle par la robe il n'en est pas moins resté dans l'imaginaire sociétal comme la marque la plus symbolique du second ordre.
Dans un article intitulé Les carrières militaires de la noblesse au XVIIe siècle : représentations et engagements, sur la noblesse de Champagne du XVIe siècle au XVIIe siècle Laurent Bourquin écrit que les nobles qui servaient sous les armes furent dispensés en 1668 de fournir les preuves que l'on réclamait aux autres nobles. Il ajoute que la moitié des lignages n'accomplirent aucune carrière en quatre générations peut-être pour des raisons financières et de mortalité familiale.
Il ajoute qu'après les guerres de Religion, les nobles réaffirmèrent leur idéal guerrier et que de nombreux roturiers avaient profité de leur passage au sein de l'armée pour s'agréger à la noblesse. Le service des armes redevenant le symbole de l'identité nobiliaire et un moyen de promotion social.
Dans les grandes familles et chez les riches on sert de préférence dans la cavalerie ou dans les dragons. Ces jeunes nobles commencent leur carrière dans la maison du roi, parmi les mousquetaires par exemple. Les autres, moins riches, sont cavaliers ou servent dans l'infanterie ou encore la milice qui est un corps qui est peu considéré.

#### Noblesse de Cour et noblesse de province auXVIIIesiècle
Olivier Royon dans un article intitulé La noblesse de province face à la noblesse de Cour, entre admiration et rejet, de l'imitation à l'élaboration d'un contre-modèle social dans la dernière moitié du XVIIIe siècle écrit que les nobles de Cour et ceux de province avaient une identité commune mais que les seconds n'avaient pas qu'admiration pour le système de Cour versaillais.

#### Noblesse d'épée et noblesse de robe
Benoît Defauconpret écrit que malgré l'importance prise par la noblesse de robe à partir du règne de Louis XIV et des mariages entre familles de robe et familles d'épée, "le préjugé en faveur de l'épée est tellement proverbial qu'on peut difficilement le négliger. (…) après bien des siècles, l'idée reste enracinée dans toutes les classes de la société, et non seulement chez les gentilshommes, que la carrière militaire est la seule à laquelle ceux-ci sont normalement destinés. Seul le service militaire peut permettre de maintenir la tradition d'honneur dont l'ordre est issu".
Laurent Bourquin, quant à lui, écrit que les militaires issus de familles de robe arrivaient aux mêmes grades que ceux issus de familles d'épée mais aussi que pour la robe l'armée fut dès le XVIIe siècle une voie de promotion sociale.

#### La noblesse d'extraction
La noblesse d'extraction est une noblesse acquise par la naissance qui remonte au minimum à l'année 1560 à l'époque où une famille a été tenue de faire ses preuves de noblesse, en général sous le règne des rois Louis XIV et Louis XV. Elle se distingue de la noblesse par anoblissement, laquelle peut parfois être plus ancienne puisque les premières lettres d'anoblissement commencent avec le règne de Philippe III le Hardi.
La noblesse d'extraction est une noblesse prouvée par prescription : elle suppose la possession certaine, notoire, paisible et continue de l'état noble sans contestation ni procès pendant plus d'un siècle, soit au moins trois générations successives. Cette preuve consistait à la fois dans le fait de vivre noblement (être régi par les coutumes nobles, avoir des emplois nobles et des revenus nobles, en particulier la possession noble d'un fief qui se traduit par le fait de rendre l'hommage féodal, de servir au ban de la province), et à la fois dans la qualification de l'état ou de titres nobles dans des actes publics. Cette noblesse, sans origine connue et sans confirmation depuis plus d'un siècle, était devenue rare au moment de la Révolution.[réf. nécessaire]

#### Les anoblis
Les premiers anoblissements royaux connus remontent au Philippe III le Hardi, si l'on excepte l'anoblissement résultant de l'adoubement comme chevalier.
À partir du XVIIe siècle, de nouvelles charges anoblissantes sont créées pour les roturiers et le roi Louis XIV recourt à la vente de lettres de noblesse afin de remplir le trésor et de financer les efforts de guerre. Beaucoup de ces charges anoblissantes ne seront pas confirmées ou révoquées par la suite.
Ces nouveaux anoblis par charges ou par lettres sont partis de la noblesse et en ont tous les privilèges, mais les nobles d'extraction ne les considèrent pas comme leurs pairs. À la fin du XVIIIe siècle, il existe ce que les historiens contemporains nomment la « réaction nobiliaire » qui veut privilégier l'ancienne noblesse au détriment des familles de noblesse récente, notamment celles issues des charges anoblissantes. Saint-Simon disait : « Les Rois font des anoblis, mais non des nobles ». Même à la fin du XVIIIe siècle, l'usage distingue très nettement les anoblis et les nobles d'extraction. Pour l'ensemble de la population, un anobli n'a pas encore l'essentiel : la condition, la qualité, la naissance. À Caen, un bourgeois fraîchement anobli est proposé par l'intendant pour être nommé comme premier échevin noble, provoquant l'indignation de tous les anciens nobles qui voient une dignité qui leur est réservées leur échapper. À l'Assemblée provinciale de Haute-Normandie, en 1787 et 1788, c'est un bourgeois anobli, Le Couteulx de Canteleu, qui représente le Tiers état, comme dans la plupart des Généralités; c'est lui qui a rédigé un mémoire demandant que les députés du Tiers état ne fussent ni nobles, ni anoblis, anticipant en cela sur une idée qui sera à l'origine de la Révolution, celle que les députés de la Noblesse représentent exclusivement les nobles, et pas tous les habitants des seigneuries de la campagne, tandis que les députés du Tiers représenteraient tous les roturiers, et pas l'ensemble des bourgeois des grandes villes, qu'ils soient roturiers ou non. Pour les élections aux États généraux de 1789, il y eut des cas où les bourgeois anoblis ont été refoulés de l'assemblée de la noblesse : à Arles, ils ont été rattachés aux avocats et aux médecins. Le cahier de Vic-le-Comte, en Auvergne, portait cette phrase dédaigneuse : « C'est une bien mauvaise dénomination d'appeler noble cette noblesse factice qui n'est que le prix de l'or et le fruit de la fortune. » […]. La fusion des anoblis avec l'ancienne noblesse reste très lente.
Benoit Defauconpret écrit qu'il n'y a pas eu d'augmentation du nombre d'anoblis à la fin de l'Ancien Régime.

#### La noblesse pauvre
Les nobles campagnards pauvres, ou hobereaux, ont toujours existé mais ont été longtemps ignorés des historiens. Du fait de ses maigres moyens de subsistances, cette partie de la noblesse n'a pu accéder aux pouvoirs et aux honneurs. Malgré ses privilèges juridiques elle vit généralement plus près des roturiers que des autres nobles.
Dans le Bourbonnais la noblesse est endettée pour la moitié de ses membres qui est « incommodée et pauvre et « jouit de ses terres par ses mains ». Le modèle est à peu de chose près le même dans la Marche où la noblesse est également « endettée […] va peu à la guerre […] fait valoir ses terres de ses mains ». Le Berry est lui aussi qualifié « de peu riche » puisque les gentilshommes « font valoir leurs terres de leurs mains ». En Bretagne la noblesse pauvre représente la moitié de la noblesse de cette province et la plèbe le tiers. Selon Guy Chaussinand-Nogaret, 41 % des nobles au XVIIIe siècle (11 000 foyers) n’ont qu’entre 1000 et 4000 livres de revenus annuels. Ils doivent éviter les excès et se contenter d’une servante ou deux. Plus de 5000 familles (20%) ont moins de 1000 livres par an. Les plus pauvres vivent au bord de l’indigence, et doivent labourer leurs terres tout en portant l’épée.
La noblesse pauvre est également celle qui n'a pas les moyens d'envoyer ses fils au service armé du roi et encore moins dans sa Maison militaire, ni d'acheter des charges et des offices, encore que beaucoup d'institutions d'éducation gratuite et de bourses soient réservées aux enfants pauvres de la noblesse, comme les collèges militaires. Pour le paiement de l'impôt de capitation, on la trouve en classe 19. Des familles de noblesse pauvre n'auraient même pas été concernées par les grandes recherches sur les nobles qui eurent lieu sous les règnes des rois Louis XIV et Louis XV.

## La noblesse auXIXesiècle
Depuis la Révolution française et la chute de l'Ancien Régime, la noblesse n'a plus de droits et de devoirs particuliers dans la société française, à l'exception des personnes ayant reçu la dignité de pair de France entre 1814 et 1848[réf. nécessaire]. Elle ne bénéficie également plus de privilèges, sinon le droit de disposer de rangs et d'honneurs particuliers, comme il est écrit dans les Chartes constitutionnelles de 1814 et 1830, et celui de porter un titre de noblesse transmissible de père en fils pour ceux qui en reçurent un.

Pour le XIXe siècle, et notamment la période du Premier Empire, l'historiographie contemporaine a consacré la notion de noblesse d'Empire. Toutefois cette notion n'est pas partagée par tous les auteurs dont Alain Texier qui écrit : 

« Au XIXe siècle, les titres ont été créés sans noblesse attachée, sauf sous la Restauration. »

Au XIXe siècle sous la Restauration la noblesse est rétablie dans son principe mais sous une forme fondamentalement différente de celle de l'Ancien Régime, elle est désormais purement honorifique. Alain Texier qualifie le nouvel ordre de « purement fictif ».
Sous la Première Restauration l’article 71 de la Charte du 4 juin 1814 stipule : « La noblesse ancienne reprend ses titres. La nouvelle conserve les siens. » Mais cette apparence de retour au passé est accompagnée de cette précision : « Le roi fait des nobles à volonté ; mais il ne leur accorde que des rangs et des honneurs, sans aucune exemption des charges et des devoirs de la société. » Même le principe du majorat créé par Napoléon est supprimé dans un premier temps (avant d’être rétabli en 1817), car il s’agit d’un privilège alors que la charte n’en reconnaît pas.
Par décret du Gouvernement provisoire du 29 février 1848 toute distinction entre citoyens sera supprimée. La IIIe République a cependant maintenu le droit d'usage des titres réguliers après diverses formalités.
L'historiographie contemporaine nomme « noblesse récente » la noblesse du XIXe siècle par opposition à la noblesse d'Ancien Régime appelée « noblesse ancienne », rappelons en outre qu'il n'existe pas de consensus sur la date de la fin de l'existence légale et juridique de la noblesse.
En France, sous le Premier Empire, puis sous la Monarchie de Juillet et le Second Empire, le pouvoir souverain a créé des titres nobiliaires sans noblesse attachée. Les descendants des personnes ainsi titrées ne sont pas nobles.

### Le Premier Empire
Le Premier Empire couvre les périodes de 1804 à 1814, puis de mars à juin 1815 durant les Cent-Jours.
Après l'abolition de la noblesse en 1790, Napoléon Ier honore par des titres les Français qu'il estime les plus méritants. L'historiographie nommera cette nouvelle élite noblesse d'Empire, notion toutefois contestée par les auteurs Philippe du Puy de Clinchamps et Alain Texier. Celle-ci est voulue comme une élite stable visant à soutenir le régime.
Des titres sont établis sous forme de distinctions héréditaires par le Premier Empire. Pour qu'ils soient réguliers ils devaient être dûment enregistrés et assis sur un majorat.
Napoléon Ier, en créant cette nouvelle classe qui s'apparente plus à une titulature honorifique qu'à une noblesse de rang, introduit une stricte hiérarchie des titres inspirée du système anglais et qui s'est maintenue sous la Restauration et la monarchie de Juillet. Nous trouvons, par ordre croissant (sont indiquées les fonctions qui permettaient une obtention quasi automatique du titre après une étude approfondie du profil de ceux qui les remplissaient) :
- chevalier[Note 13] , beaucoup de chevaliers de la Légion d'honneur recevaient le titre de chevalier de l'Empire ;
- baron, accordé au président de la Cour des comptes, aux évêques, aux premiers conseillers de la Cour de cassation, aux députés, aux maires des 37 « bonnes villes » de l'Empire ainsi qu'à de nombreux généraux ;
- comte, obtenu par les ministres, sénateurs, archevêques, conseillers d'État et le président du Corps législatif ;
- duc, attribué aux principaux dignitaires, aux ministres d'État et aux maréchaux ;
- prince, destiné aux membres de la famille impériale et à certains ministres d'État ou maréchaux.

Les titres d'écuyer, de vidame, vicomte et marquis, n'existant pas sous l'Empire (jugés par Napoléon comme ayant une trop forte connotation d'Ancien Régime) ont été recréés ou reportés après sa chute et réintégrés dans la hiérarchie.

La noblesse d'Empire fut reconnue par le roi Louis XVIII, comme une « nouvelle noblesse » par l'article 71 de la Charte constitutionnelle du 4 juin 1814 qui dispose que : 

« La noblesse ancienne reprend ses titres. La nouvelle conserve les siens. Le Roi fait des nobles à volonté : il ne leur accorde que des rangs et des honneurs, sans aucune exception des charges et des devoirs de la société. »

L'historienne Natalie Petiteau, dans son ouvrage Élites et mobilités : la noblesse d'Empire au XIXe siècle, 1808-1914 (1997), analyse en ces termes l'« intégration » instituée par l'article 71 de la Charte :

« Continuateur du régime précédent en matière de droit nobiliaire, Louis XVIII est du reste le premier à donner officiellement au groupe des titrés impériaux le nom de "noblesse" : les anoblis de Napoléon reçoivent ainsi une véritable bénédiction royale et peuvent être rassurés sur leur sort face à un monarque fidèle à une interprétation sans restriction de l'article 71 de la Charte . »

Sur la noblesse d'Empire Régis Valette, dans son ouvrage Catalogue de la noblesse française subsistante (2002), écrit :

« La noblesse d'Empire : l'appellation est controversée puisque le mot noblesse n'apparaît pas une seule fois dans les textes de Napoléon instituant en 1808 ce que l'on appelle généralement la noblesse d'Empire. (…). Certes ces titres ne sont susceptibles de devenir héréditaires qu'après des formalités assez lourdes, mais une nouvelle noblesse est née et c'est un fait historique d'importance. »

Alain Texier écrit quant à lui :

« l'Empire n'a pas abrogé la loi abolitive [loi d'abolition de la noblesse] du 23 juin 1790. (…) L'Empire n'édicta aucune disposition applicable à la noblesse puisqu'il n'y a pas de noblesse d'Empire. Des textes de valeur non constitutionnelle réglementèrent la situation des titres impériaux. »

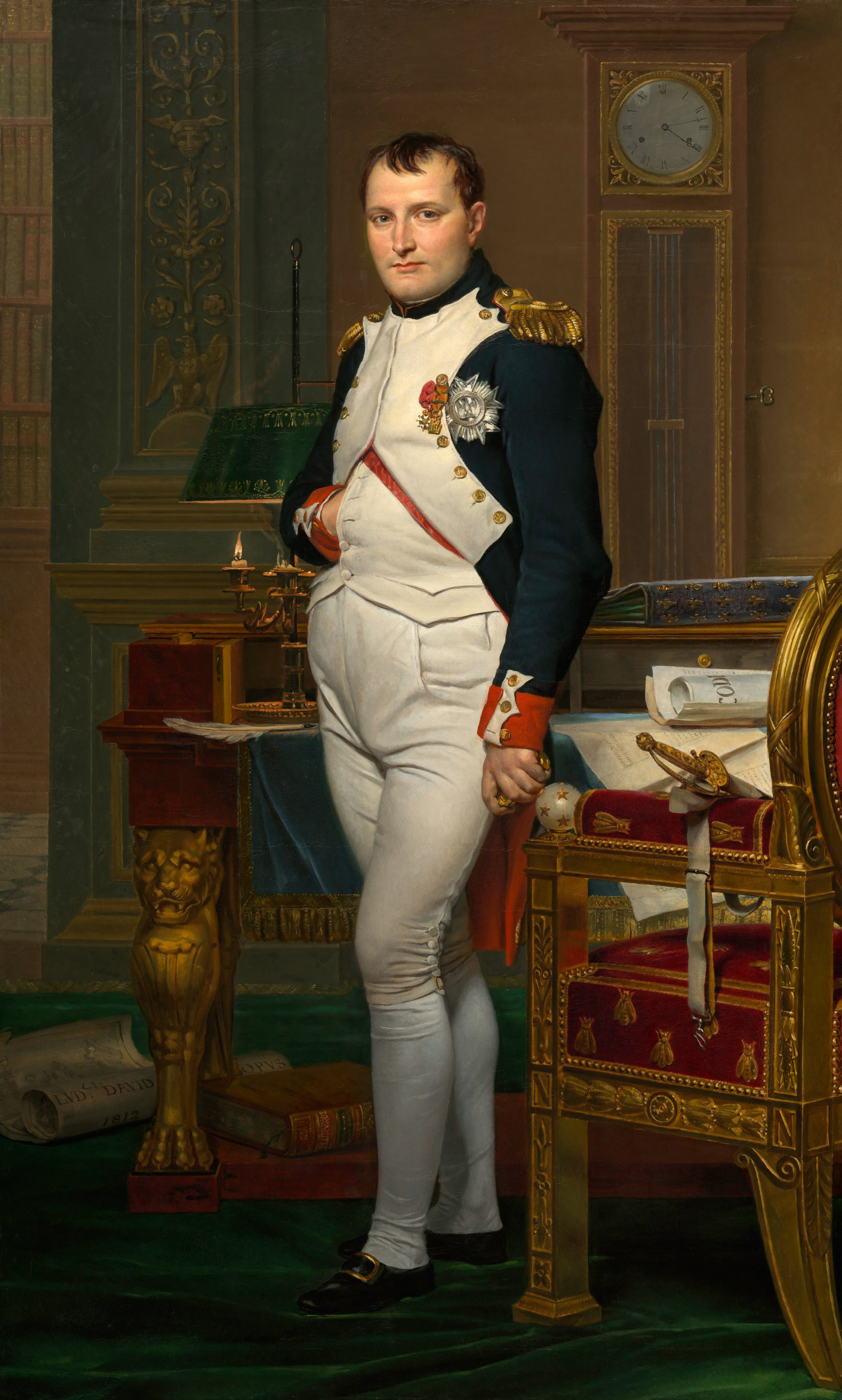
Napoléon Ier, empereur des Français.

### La Restauration
La Restauration française a permis à 2 128 familles d'accéder à la noblesse sous les règnes des rois Louis XVIII (1814-1815 puis 1815-1824) et Charles X (1824-1830).
La Restauration a compris et pratiqué la distinction qui n'existait pas sous l'Ancien Régime entre titre et noblesse. Selon l'Universitaire et Dr en droit Alain Texier, la Restauration a cumulativement :
- maintenu des titres de l'Empire sans noblesse attachée,
- conféré des lettres de noblesse,
- conféré des titres personnels avec ou sans anoblissement,
- conféré des titres personnels avec une hérédité possible en cas de majorat,
- délivré des lettres patentes de chevalier,
- conféré des titres héréditaires sans noblesse attachée,
- conféré des titres à des personnes déjà nobles et qualifiées écuyer dans les lettres patentes créant le titre.

D'après Jean-Yves Piboubès, maître de conférence et docteur en histoire : « La Restauration procède à de nombreuses concessions de titres. Mais elles sont d'une extrême complexité car la Commission du sceau de la Restauration distingue soigneusement noblesse et titre. Elle procède d'abord à la reconnaissance ou à la maintenance de titres de noblesse de I'Ancien Régime. Elle confirme également soixante-seize titres du Premier Empire. Elle confère ensuite des titres sans noblesse, des titres personnels sans anoblissement ou avec anoblissement ».
Selon le journaliste François de Coustin : « Les anoblis de la Restauration sont nobles, les autres, qu'ils soient issus de l'Empire, de la monarchie de Juillet ou du Second Empire, sont porteurs de titres nobiliaires, le plus souvent sans noblesse attachée, même si l'usage veut qu'ils soient considérés comme aussi nobles que les familles dont la noblesse remonte à l'Ancien Régime ».
À la lecture des recherches effectuées par le Laboratoire d'Histoire anthropologique du Mans, Institut de Recherches européennes sur les noblesses et aristocraties, on comprend bien la distinction faite entre titre de noblesse et titre nobiliaire : « Autre exemple montrant la différence entre titre de noblesse et titre nobiliaire c'est-à-dire sans noblesse attachée (séance du 5 juillet 1823). Un sieur G. de M. demandait l'énonciation de la qualité d'écuyer dans les lettres patentes de baron héréditaire qu'on lui préparait. Avis défavorable de la Commission : « Le titre d'écuyer est une qualification noble dont la possession doit être prouvée ». Le pétitionnaire et ses ascendants n'avaient pas été anoblis ».
Selon l’ordonnance du 8 octobre 1814 lorsque trois générations successives de membres de Légion d'honneur avaient reçu par lettres patentes le titre personnel de chevalier, le petit-fils serait noble de droit, et transmettrait la noblesse à toute sa descendance.
Les dispositions de l'ordonnance du 8 octobre 1814 ne sont plus applicables depuis la Révolution de février 1848 car même si les titres de noblesse réguliers qui ont fait l'objet d'un arrêté d'investiture du Garde des Sceaux peuvent être portés comme accessoire du nom, la noblesse cessa d'exister légalement en France lors de l'avènement de la deuxième République et la Grande Chancellerie de la Légion d'honneur a déclaré que « ne pourrait être qu'incompatible avec la Constitution toute interprétation autre, étant en particulier observé que le préambule et l'article 2 de l'actuelle loi suprême de la République font obstacle à ce que, même dans certains cas et sous certaines conditions, la seule naissance puisse conférer titres ou privilèges honorifiques particuliers en France. ».
Il n'existe qu'un cas connu de chevalier héréditaire, celui de Monsieur Flury-Herard, confirmé chevalier héréditaire par décret du Président de la République, du 25 septembre 1874, vu les articles 11 et 12 du premier statut du 1er mars 1808, l'article 22 du décret du 3 mars 1810 et les articles 1 et 2 de l'ordonnance du 8 octobre 1814.
Philippe du Puy de Clinchamps écrit :

« Les titres décernés par la Restauration ne furent que des titres ad hominem. »

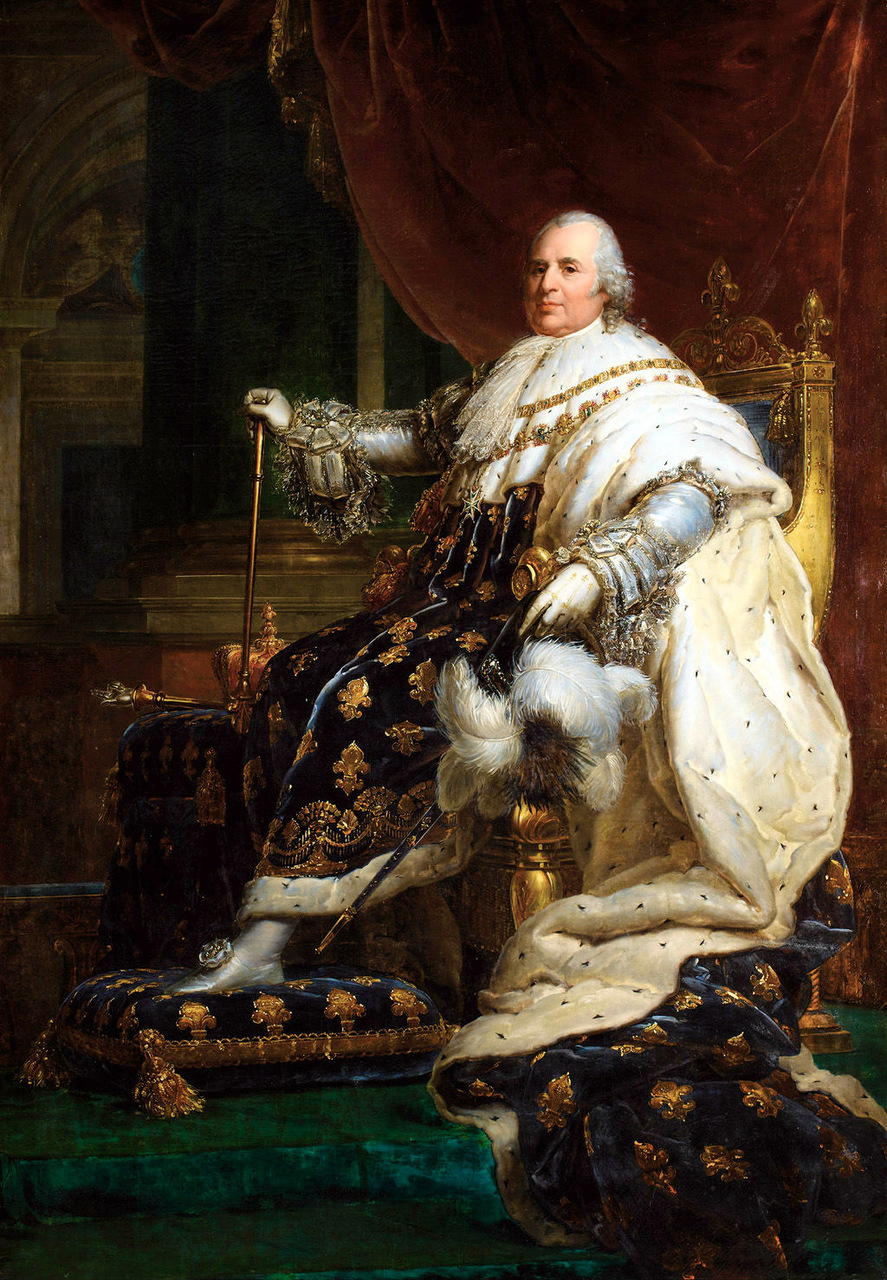
Le roi Louis XVIII (1814-1815 et 1815-1824).
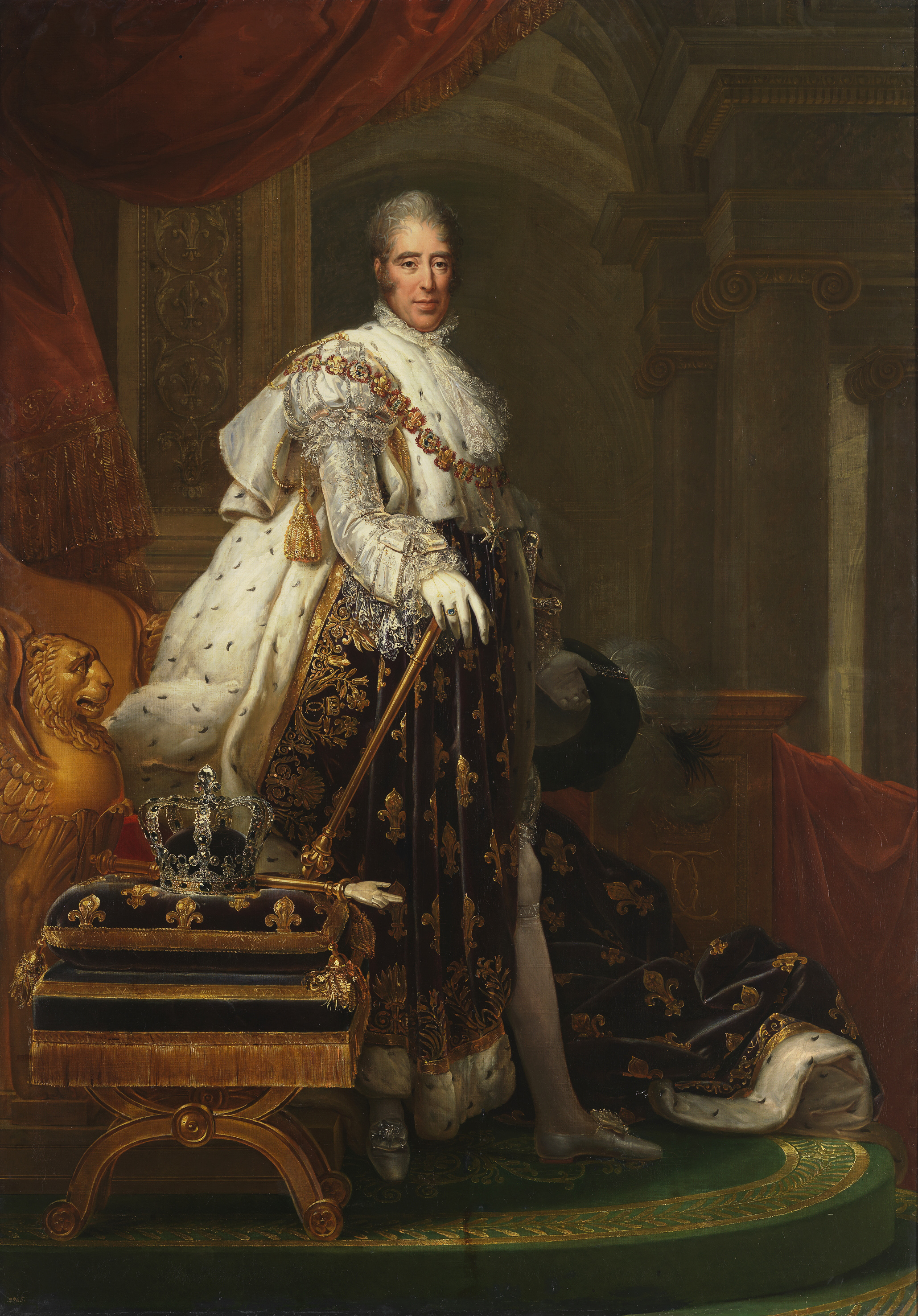
Le roi Charles X (1824-1830).

### La Monarchie de Juillet
L’article 62 de la Charte du 14 août 1830 du roi Louis-Philippe reprend les dispositions de l'article 71 de celle de 1814 qui dispose que « La noblesse ancienne reprend ses titres, la nouvelle conserve les siens. Le roi fait des nobles à volonté ; mais il ne leur accorde que des rangs et des honneurs, sans aucune exemption des charges et des devoirs de la société. »
Louis-Philippe (1830-1848) titra 118 familles (66 créations et 52 régularisations, confirmations et autorisations) sous son règne.
Alain Texier écrit :

« L'idée que le roi se faisait des titres nobiliaires, car il ne fut plus délivré de titres de noblesse, non plus d'ailleurs que de lettres de noblesse, (…). »

Philippe du Puy de Clinchamps écrit :

« Jamais et sous aucun autre régime, la noblesse connut une situation semblable à celle qui fut la sienne sous le roi-citoyen. Elle est reconnue par la loi, mais aucune loi ne la défend. C'est alors le règne du bon plaisir : celui, non pas du roi, mais de tout M. Jourdain, bourgeois en mal de devenir gentilhomme. »

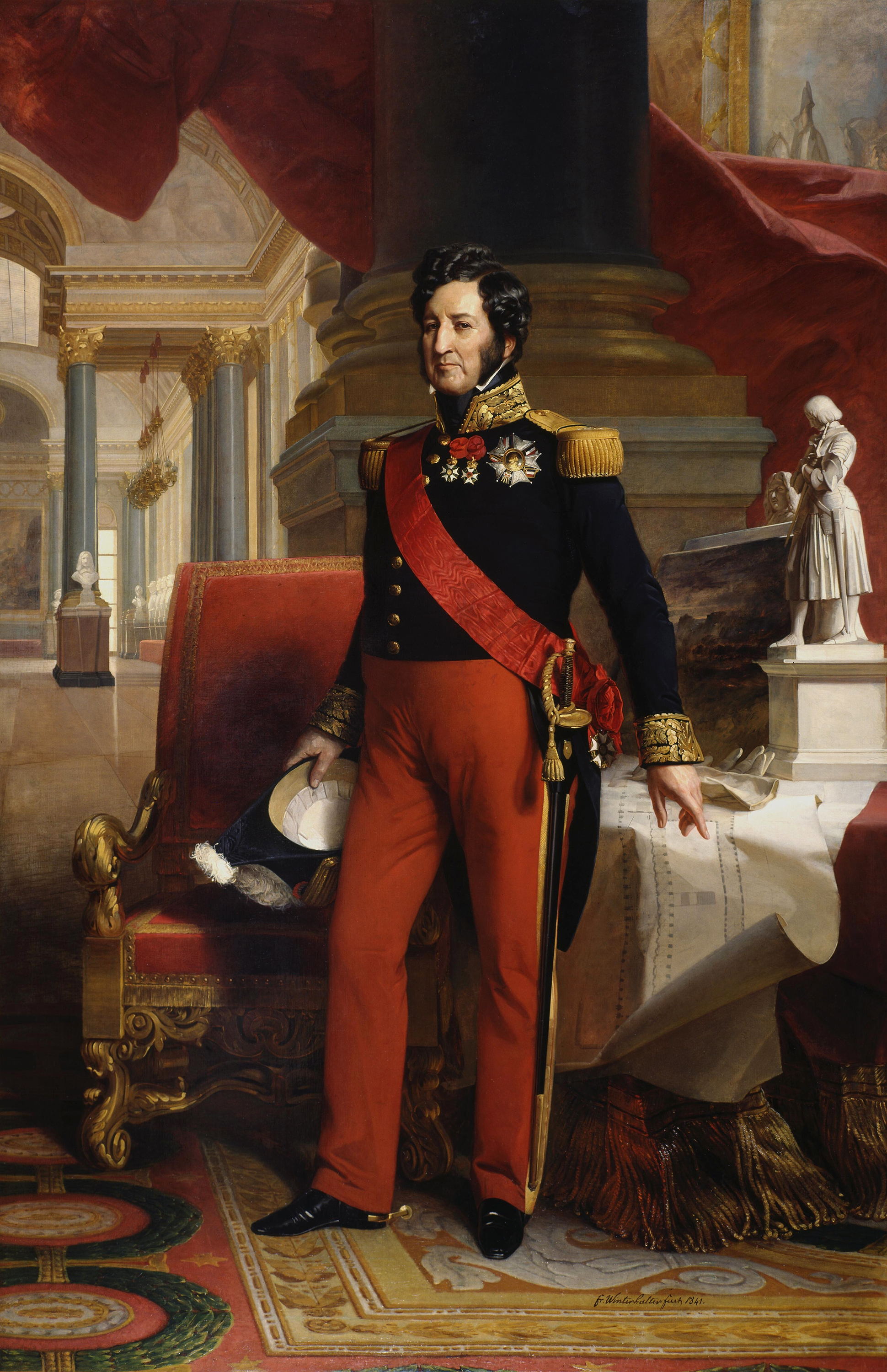
Louis-Philippe Ier (1830-1848), roi des français.

### La Deuxième République
La noblesse et les titres sont abolis par décret du Gouvernement provisoire du 29 février 1848.
Philippe du Puy de Clinchamps écrit à ce sujet :

« Cette abrogation remettait donc le statut de la noblesse en l'état où il se trouvait sous Louis-Philippe Ier. C'est ce décret qui, aujourd'hui encore, est la base de notre jurisprudence non pas nobiliaire, car notre Constitution ne connaît pas de différences de naissance entre les citoyens, mais des titres qui, eux, restent reconnus et défendus par la loi. »

Grand Sceau de France.

### Le Second Empire
Par décrets du 24 janvier 1852 (toujours en vigueur), et du 5 mars 1859, Napoléon III rétablit les titres ainsi que le conseil du Sceau mais pas la noblesse.
Sous le Second Empire (1852-1870), l'empereur Napoléon III, s'il ne créa lui-même que 134 titres, confirma comme noblesse héréditaire 296 cas de noblesses personnelles (chevaliers-légionnaires successifs) ou de titres du Premier Empire non confirmés et autorisa de nombreuses prises de particule, notamment à de hauts cadres militaires. Par exemple, le 22 janvier 1862, par décret impérial, le général de division Cousin-Montauban est fait comte de Palikao.
Même s'il accorda par décret d'assez nombreux titres, permit que fussent relevés des titres éteints du Premier Empire et régularisa même des titres que l'usage avait admis sous l'Ancien Régime, Napoléon III ne procéda à aucun anoblissement.
Titres de ducs créés
- Malakoff, 1856, création pour le maréchal Pélissier
- Magenta, 1859, création pour le maréchal de Mac Mahon
- Audiffret-Pasquier, 1862, création pour Gaston d'Audiffret-Pasquier
- Morny, 1862, création pour Charles de Morny
- Persigny, 1863, création pour Victor de Persigny
- Feltre , 1864, reprise du titre au profit de Charles-Marie-Michel de Goyon

Philippe du Puy de Clinchamps écrit :

« Ignorant le sens religieux qu'avait eu la noblesse, l'empereur, comme Napoléon Ier, n'anoblit aucun de ses sujets. Il apparaît même que la jurisprudence impériale en la matière ait toujours pris soin de ne parler que de titre. Elle revenait ainsi à la noblesse d'Empire et à la décoration héréditaire que fut en réalité cette dernière. (…).
 En résumé, la noblesse, sous le second Empire, fut une institution reconnue par la loi sous la forme de titres de noblesse, (…). »

Alain Texier écrit : 

« Le Second Empire fit la synthèse des apports de tous les régimes précédents en tout ce qui concernait les titres nobiliaires, la noblesse simple toutefois n'étant pas plus conférée que sous la Monarchie de Juillet. »

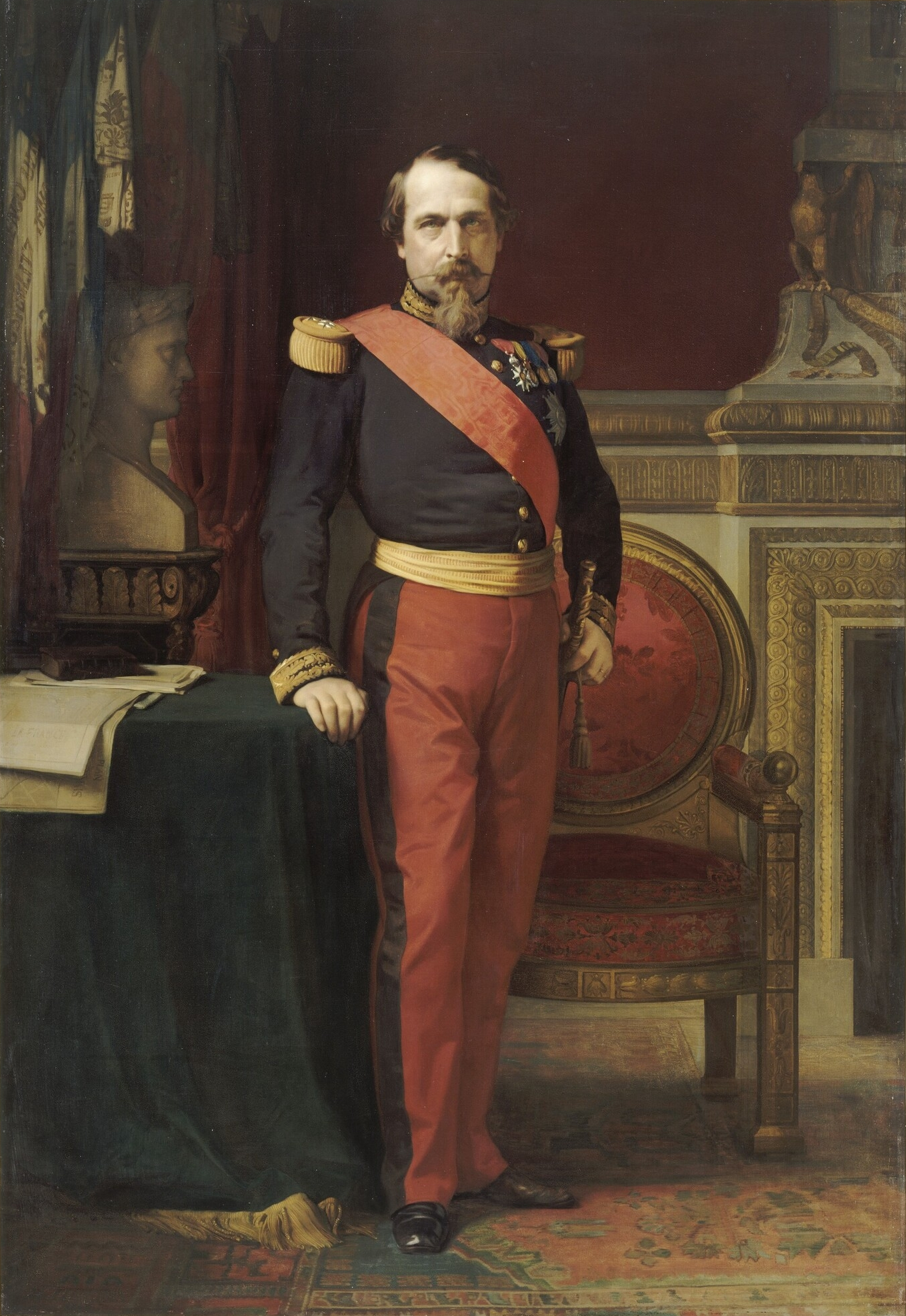
Napoléon III.

### La Troisième République
Le 10 mai 1875 Le Président de la République Patrice de Mac Mahon décida en conseil des ministres qu’il n’y aurait plus de création de nouveaux titres nobiliaires et que seules les transmissions de titres continueraient de faire l’objet d’arrêtés officiels. Cette décision précisa « qu'en l'état des lois constitutionnelles, il y a lieu de laisser de côté les demandes ayant pour objet le relèvement ou la collation des titres français ». Il confirma des titres de chevalier acceptés sous le Second Empire par le conseil du Sceau le 1er août 1870 au profit de chevaliers-légionnaires successifs, autorisa la transmission d'un titre par adoption en 1873 et confirma des possessions de fait. Il y eut deux dernières régularisations en 1883 et en 1908[réf. à confirmer].
Philippe du Puy de Clinchamps écrit :

« Pendant son « règne », le duc de Magenta [Patrice de Mac Mahon] n'anoblit aucune famille ni décora d'un titre une famille qui n'appartenait pas déjà soit à l'ancienne noblesse, soit aux titrés de l'Empire. Par contre, il confirma des titres. »

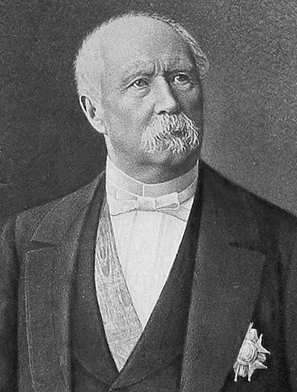
Patrice de Mac Mahon, président de la République.

## La noblesse à l'époque actuelle
En France la noblesse n'a plus d'existence légale, toutefois elle garde une existence sociale et culturelle.
La Déclaration des droits de l'homme et du citoyen de 1789, qui fait partie du bloc de constitutionnalité dispose qu'il ne peut exister aucune distinction juridique attachée à la naissance : « Les hommes naissent et demeurent libres et égaux en droits » (article premier). Ainsi, le tribunal de grande instance de la Seine observe en 1955 que « la noblesse est une qualité qui n'a plus d'effet juridique ».
En conséquence, la République française ne délivre aucun titre de noblesse. Cependant, elle reconnaît et protège en tant qu'accessoires du nom les titres réguliers et régulièrement transmis concédés sous les différentes monarchies. Ainsi, ils peuvent figurer à l'état civil et sur les documents administratifs. Le service du Sceau du ministère de la Justice délivre des arrêtés d'investiture aux successeurs.
En 1961, le général de Gaulle, alors président de la République, autorise par décret, à titre exceptionnel et viager, le port d'un titre étranger (espagnol) de duc.
Depuis les débuts de la procédure d’investiture et la décision du président Mac-Mahon le 10 mai 1875 jusqu’à aujourd’hui, 376 familles françaises ont bénéficié d’un arrêté du Garde des Sceaux d’investiture de leur titre :
- 112 de 1880 à 1900
- 80 de 1900 à 1918
- 59 de 1918 à 1940
- 46 de 1940 à 1970
- 39 de 1971 à 1999
- 2 en 2002 (baron Oberkampf et baron Le Barrois d’Orgeval)

### Le nombre de familles et de personnes d'origine noble
Guy Chaussinand-Nogaret estime qu'en 1789 il y avait environ 25 000 lignages nobles en France, représentant environ 110 000 à 120 000 personnes, mais Régis Valette recense en 1789 seulement environ 12 000 familles. Cet écart est peut-être dû à une définition différente de ce qu'est une famille.
Les estimations actuelles sur le nombre de familles nobles en France ne sont pas consensuelles.
Pour estimer ce nombre, les auteurs contemporains agrègent aux familles nobles d'Ancien Régime les familles qui ont été titrées, anoblies, ou confirmées nobles au XIXe siècle.
Philippe du Puy de Clinchamps indique que la vraie noblesse est celle de l'Ancien Régime
.
Le nombre de familles d'origine noble subsistantes en France au XXIe siècle est généralement estimé à un peu plus de 3 000 familles (noblesse d'Ancien Régime et noblesse du XIXe siècle). Pour Régis Valette, il restait 3 092 familles subsistantes de la noblesse française en 2007, dont 2 748 d'Ancien Régime et 344 du XIXe siècle, qui regrouperaient globalement aux alentours de 100 000 porteurs des deux sexes, soit environ 0,2 % de la population française. Arnaud Clément, qui intègre les familles nobles françaises qui ne subsistent qu'à l'étranger, recense environ 3 320 familles subsistantes dans les hommes en 2021.
Pour Régis Valette en 2007 les 344 familles anoblies ou ayant reçues un titre au XIXe siècle se décomptaient ainsi :
- Premier Empire : 131 familles
- Restauration : 171 familles
- Monarchie de Juillet : 12 familles
- Second Empire : 22 familles
- Familles de Savoie et de Nice anoblies au XIXe siècle (provinces annexées sous Napoléon III) : 8 familles

Le site de l'Association d'entraide de la noblesse française (ANF) donne la liste de quelque 2 425 familles admises en son sein depuis 1933 selon ses critères, dont :
- environ 2 225 familles subsistantes ;
- environ 180 familles éteintes après leur admission (de 1933 à aujourd'hui) ;
- environ 20 familles éteintes après 1900 et admises déjà éteintes (inscription à titre historique).

Si l'on devait déduire 165 familles (celles des deux Empires et de la monarchie de Juillet) pour suivre Alain Texier, le nombre de familles nobles resterait proche de 3 000. Pour cet auteur il ne reste plus que 40.000/50.000 personnes d'origine noble.
L'Association de la noblesse bretonne (ANB) recense selon ses critères les familles subsistantes originaires de Bretagne ou établies en Bretagne à une date suffisamment ancienne, soit environ 350 familles.

### Une réalité sociale et culturelle auXXIesiècle
Certaines familles se sont regroupées au sein d'associations du type loi de 1901 revendiquant ne regrouper que des personnes appartenant, selon leurs critères, à la noblesse française.
Il y a l'Association d'entraide de la noblesse française (ANF) créée en 1932 et dont les objectifs sont la valorisation du patrimoine juridique, historique et éthique dont ils se sentent dépositaires, faciliter leur insertion dans le monde d’aujourd’hui, promouvoir leurs liens d’amitié et soutenir les membres qui en ont besoin. Cette association admet, selon les critères qu'elle s'est donnés, les familles d'Ancien Régime et les familles titrées, anoblies, ou confirmées nobles au XIXe siècle. Il existe également d'autres associations d'objet comparable, comme l'Association de la noblesse bretonne (ANB) créée en 2004.
Il a existé en outre l'Association pour l'histoire et la défense des dernières familles anoblies par charge (ADF) fondée en 1977 par Guy Guérin du Masgenêt. Cette association revendiquait représenter des familles issues de titulaires revêtus sous l'Ancien Régime d'une charge donnant la noblesse transmissible, mais qui à la date de l'abolition de la noblesse le 23 juin 1790 n'avaient pas effectué la durée d'exercice requise pour rendre cette noblesse héréditaire. Cette association considérait néanmoins cette noblesse transmise à leurs descendants selon l'article 71 de la charte du 4 juin 1814 qui stipulait « La noblesse ancienne reprend ses titres » et l'article 62 de la charte du 14 août 1830 qui reprend l'article 71 de la Charte de 1814 .
Dans un article publié sur le site de l'Association d'entraide de la noblesse française (ANF) et consacré à l'identité de la "noblesse française au XXIe siècle", Patrick Clarke de Dromantin note un engouement de la recherche historique pour la noblesse et une inflation certaine des noms de familles accompagnés d'une particule ce qui est révélateur pour lui d'une société républicaine encore fascinée par la noblesse. Il indique comme valeurs reconnues ou prêtées à la noblesse : « sens de l'honneur » « sens exacerbé du devoir et du service » « recherche fréquente du raffinement » etc..
Parmi les auteurs d'ouvrages et d'articles scientifiques ou de presse relatif à la noblesse, Cyril Grange mentionne le souci des alliances, et ce malgré la fin de l'endogamie nobiliaire, et la fécondité (depuis 1940) qui sont des valeurs importantes pour les familles issues de la noblesse française.
Un intérêt pour la noblesse française existe encore de nos jours au sein de la société française : les médias consacrent des émissions de télévision et de radio à l'histoire de France, où il est fait mention du rôle de la noblesse à travers l'histoire de tel ou tel événement ou de telle ou telle période, à travers l'histoire du château de Versailles, etc..
Des ouvrages, des recherches par des historiens et des universitaires,, des articles de presse sont régulièrement consacrés à la noblesse. Également des émissions de télévision peuvent aborder ce sujet à travers des documentaires, reportages ou émissions de variété.
Même s'il ne regroupe qu'une minorité de familles descendant authentiquement de la noblesse française (À partir d'un échantillon de 3 914 familles étudiées par Cyril Grange de 1903 à 1987 lettre T : sur ces familles, 868 sont des familles subsistantes de la noblesse française, 655 ont une noblesse d'apparence, 2391 sont bourgeoises), le Bottin mondain mentionne des appellations et titres de noblesse (titres réguliers et titres de courtoisie). Cyril Grange rapporte ce passage issu de l'ouvrage d'Emilien Carassus Le Snobisme et les lettres françaises de Paul Bourget à Marcel Proust (1884-1914) : « par un effet de miroir, le snobisme de la noblesse vis-à-vis de la bourgeoisie est « descendant », c'est-à-dire « fait de mépris, de la conscience d'appartenir à une caste jugée supérieure », et relève aussi « d'un classement fondé non sur le mérite individuel, mais sur le prestige hiérarchique » ».

### Les titres de noblesse
Même si la noblesse n'a plus d'existence légale en France depuis 1848, ou l'adoption des lois constitutionnelles de 1875 organisant la Troisième République, qui impliquent que « nulle autorité de la République ne dispose du pouvoir de collationner, de confirmer ou de reconnaître des titres nobiliaires, qui se transmettent de plein droit et sans intervention de ces autorités », les titres réguliers transmis à un descendant actuel du premier titulaire du titre selon les règles de dévolution prévues par les lettres patentes de concession sont reconnus par inscription au registre du Sceau de France tenu par le ministère de la justice. « La seule compétence maintenue au garde des sceaux, en application de l'article 7 du décret du 8 janvier 1859 et du décret du 10 janvier 1872, est celle de se prononcer sur les demandes de vérification des titres de noblesse, qui le conduisent uniquement à examiner les preuves de la propriété du titre par celui qui en fait la demande ». Les titres reconnus par investiture peuvent figurer à l'état-civil comme accessoire du nom, mais contrairement au nom de famille, ils ne sont pas concernés par la réforme du code civil de 2005.
Les règles de transmissions instituées par les lettres patentes qui ont institué ces titres de noblesse s'appliquent même si elles sont contraires au droit actuel. C'est ainsi que la transmission des " titre, qualité et honneur de duc héréditaire " de B... continue à s'exercer de son titulaire à " l'aîné de ses mâles nés et à naître de lui en légitime mariage ", alors que le droit français ne distingue plus la filiation légitime de la filiation naturelle, ou interdit les discriminations liées au sexe.

## Signes, symboles, adages
La noblesse française a toujours eu des symboles extérieurs de différenciation, mais ces symboles ne sont pas des preuves de noblesse.

### Armoiries
Posséder des armoiries n'est pas une preuve de noblesse, la possession d'armoiries étant librement accessible à tout individu et à toute collectivité.

### Chevalière

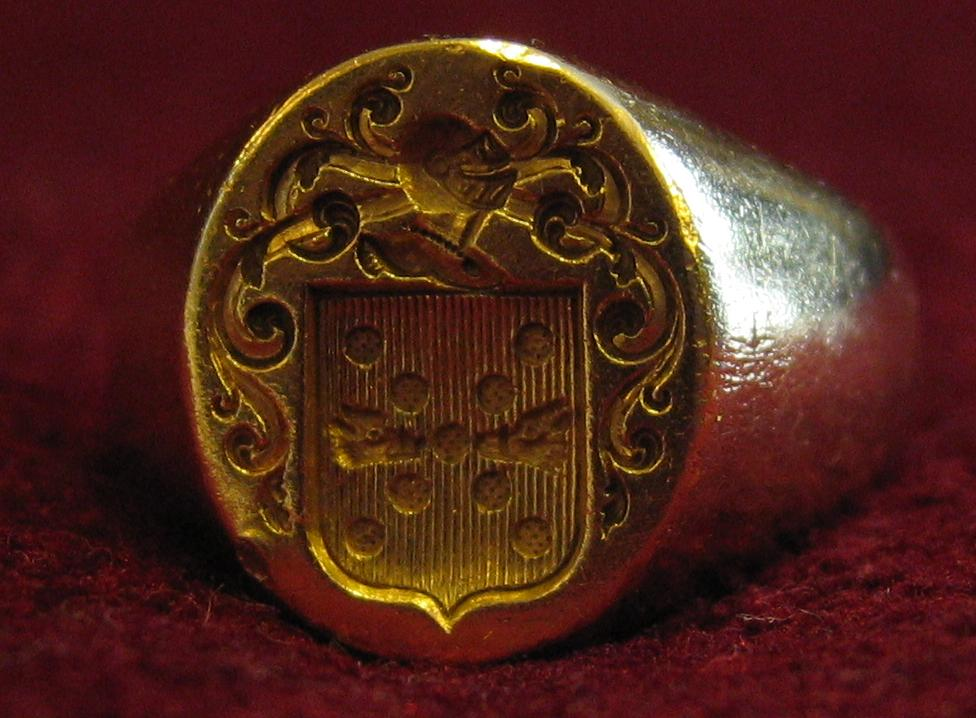
Chevalière armoriée.

Porter des armoiries est libre en France à la seule condition de ne pas prendre des armoiries d'une autre famille, toutefois aucun contrôle ni aucune sanction ne sont prévus.

### Particule
La particule n'est pas toujours la marque d'une ascendance noble. En effet, de nombreuses personnes portant un nom à particule ne peuvent pas produire un acte recognitif de noblesse d'un de leurs ascendants agnatiques. L'INSEE recense 0,4 % de porteurs d'un nom à particule parmi la population française actuelle (soit environ 260 000 personnes), pour seulement environ 0,2 % de porteurs issus de familles françaises authentiquement nobles selon Régis Valette.
Dans la première moitié du XIXe siècle, l'adoption proprio motu de la particule dans les actes d'état-civil n'était de plus soumise qu'à un faible contrôle des autorités.
Dans l'usage courant, et en dehors de tout enregistrement à l'état-civil, n'importe qui peut se créer un nom à particule, par exemple en rajoutant le nom de sa ville de naissance à son nom ; ce fut d'ailleurs assez souvent l'usage chez les politiques et les militaires de la Révolution française, notamment chez ceux ayant un nom assez commun, tel Merlin de Douai. Au XIXe siècle, le de fut abondamment employé comme nom de plume par des écrivains comme Honoré de Balzac ou Gérard de Nerval,.

### Adages
- Noblesse oblige
- Nul ne naît chevalier
- Celui qui est anobli acquiert la noblesse, mais non pas la race
- Bon sang ne saurait mentir

## Noblesse et titres inachevés
La noblesse dite « inachevée » (expression créée en 1932 par des membres de l'Association d'entraide de la noblesse française) concerne les familles dont le processus d'anoblissement a été interrompu par la Révolution française de 1789 ou à cause d'une durée insuffisante d'exercice de la charge anoblissante (en France, généralement deux générations d'au moins 20 ans d'exercice continu : noblesse graduelle),.
Quelques familles ont également une noblesse ou des titres inachevés à cause de la chute du régime qui avait entamé leur procédure d'anoblissement ou d'octroi de titre(s), en 1815, 1830, 1848, ou 1870.
Par ailleurs, des titres de noblesse sont restés inachevés par défaut d'enregistrement devant le parlement provincial concerné, sous l'Ancien Régime, ou par l'inachèvement de la procédure par le bénéficiaire au XIXe siècle.

## Noblesse d'apparence
Le recensement des familles subsistantes de la noblesse française par divers auteurs (Régis Valette, Étienne de Séréville et Fernand de Saint-Simon, Philippe du Puy de Clinchamps, etc.) permet, malgré leurs désaccords éventuels sur le nombre exact de familles subsistantes de la noblesse française, de distinguer a contrario la noblesse d'apparence. Pour Pierre-Marie Dioudonnat, il y avait en France au début du XXIe siècle plus de 5 000 familles françaises subsistantes dotées d'une particule (ou parfois seulement d'un titre) et qui n'appartiennent pas à la noblesse française ni étrangère.